# Rudolf I. (HRR)

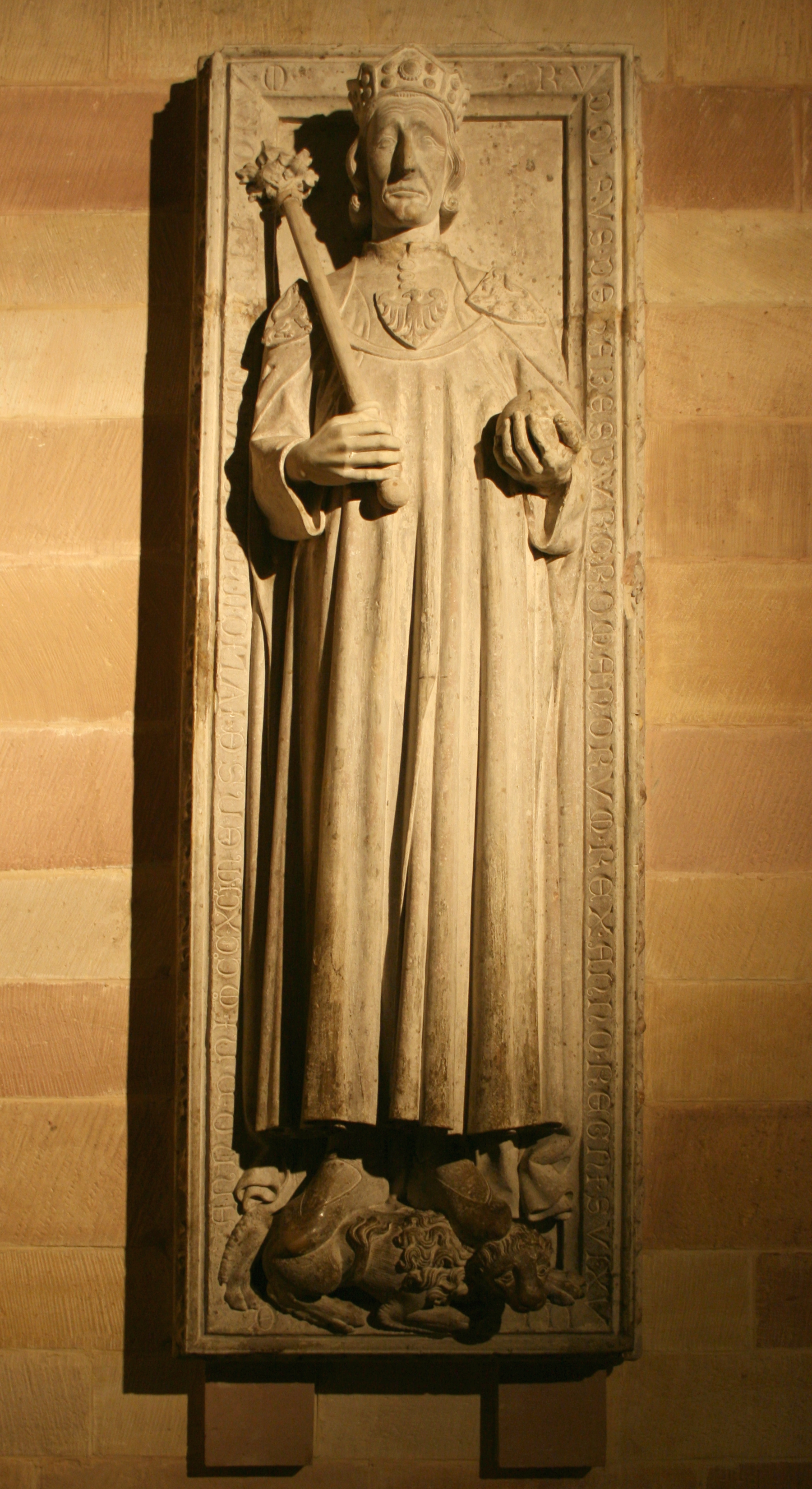
Grabplatte Rudolfs von Habsburg (um 1285 im Speyerer Dom)

Rudolf I. (* 1. Mai 1218; † 15. Juli 1291 in Speyer) war als Rudolf IV. ab etwa 1240 Graf von Habsburg und von 1273 bis 1291 der erste römisch-deutsche König aus dem Geschlecht der Habsburger.
Mit dem Tod Kaiser Friedrichs II. im Dezember 1250 begann das sogenannte Interregnum („Zwischenkönigszeit“), in dem die Königsherrschaft im Reich nur schwach ausgeprägt war. In diese Zeit fiel Rudolfs Aufstieg zu einem der mächtigsten Territorialherren im Südwesten des Reiches. Mit seiner Wahl zum römisch-deutschen König (1273) endete das Interregnum. Als König versuchte Rudolf die Rückgewinnung (Revindikation) des vornehmlich seit etwa 1240 fast vollständig verlorengegangenen Reichsgutes. Erfolgreich war er dabei vor allem in Schwaben, im Elsass und im Rheinland. Der Norden des Reiches blieb seinem Zugriff dagegen weitgehend entzogen. Gegenüber dem mächtigen böhmischen König Ottokar musste Rudolf die Anerkennung seiner Königsherrschaft und die Revindikationen militärisch durchsetzen. Sein Sieg in der Schlacht bei Dürnkrut (1278) begründete die habsburgische Herrschaft in Österreich und der Steiermark. Das Haus Habsburg stieg zu einer reichsfürstlichen Dynastie auf. Rudolf erkannte die Bedeutung der Städte für die eigene Königsherrschaft. Seine Steuerpolitik erzeugte jedoch erheblichen städtischen Widerstand. Vergeblich bemühte sich Rudolf, die Kaiserwürde zu erlangen und einen seiner Söhne zu Lebzeiten als Nachfolger im römisch-deutschen Reich einzusetzen.

## Leben

### Herkunft und Jugend

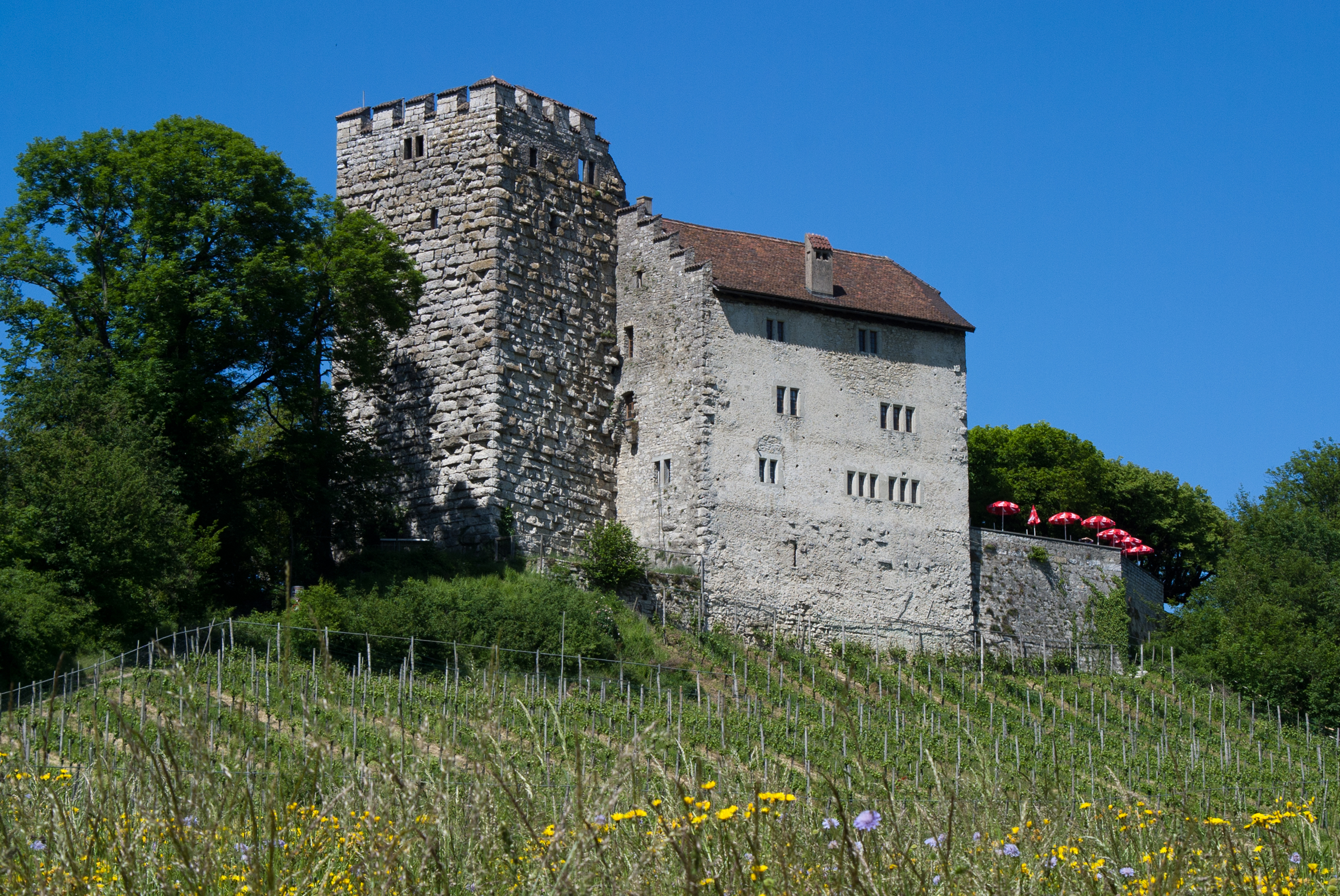
Die Burg Habsburg gab dem Geschlecht seinen Namen

Rudolf entstammte dem adligen Geschlecht der Habsburger. Die Familie lässt sich auf einen um die Mitte des 10. Jahrhunderts lebenden Guntram zurückverfolgen. Zu den Enkeln Guntrams gehörten Radbot und Bischof Werner von Straßburg. Einer von beiden soll die Habichtsburg/Habsburg um 1020/30 errichtet haben. Die Habichtsburg lag im Aargau und gab dem Geschlecht seinen Namen. 1108 ist mit Otto II. erstmals ein Angehöriger mit dem Geschlechtsnamen (comes de Hauichburch) belegt. Der habsburgische Besitz basierte auf Allod zwischen Reuss und Aare mit der namengebenden Burg und Klostervogteien in der Nordschweiz und im Elsass. Die Habsburger waren Vögte der von ihnen gestifteten Klöster Ottmarsheim und Muri. Im Laufe des 12. Jahrhunderts erlangten sie die Landgrafschaft im oberen Elsass. Dort verfügte das Geschlecht über umfangreichen Güterbesitz zwischen Basel und Straßburg.
Rudolf ging aus der Ehe Albrechts IV. von Habsburg mit Heilwig, einer Gräfin von Kyburg, hervor. Die Annahme, Rudolfs Geburtsort sei Limburg gewesen, geht auf eine willkürliche Angabe bei Fugger-Birken zurück. Rudolfs Vater Albrecht IV. teilte sich 1232 die Herrschaft mit seinem Bruder Rudolf III., von dem sich die Laufenburger Linie der Habsburger herleitete. Nach dem Chronisten Matthias von Neuenburg aus der Mitte des 14. Jahrhunderts war der staufische Kaiser Friedrich II. der Taufpate Rudolfs. Rudolf wurde aber nicht am Königshof erzogen. Er kannte weder die Schrift noch Latein. Mit Albrecht und Hartmann hatte Rudolf zwei Brüder sowie mit Kunigunde und einer unbekannten Namens zwei Schwestern. Albrecht wurde bereits in frühen Jahren für eine geistliche Laufbahn vorgesehen. Rudolfs Vater Albrecht IV. begab sich im Sommer 1239 auf einen Kreuzzug. Als 1240 die Nachricht von seinem Tod eintraf, übernahm Rudolf die Alleinherrschaft der habsburgischen Hauptlinie. Hartmann zog Ende 1246 oder Anfang 1247 nach Oberitalien, um für Kaiser Friedrich II. zu kämpfen. Er starb in Gefangenschaft zwischen 1247 und 1253.

### Graf von Habsburg (ca. 1240–1273)

Karte des Heiligen Römischen Reiches um 1250

Rudolf setzte die enge Anbindung der Habsburger an die Staufer fort. Bei den erbitterten Auseinandersetzungen zwischen Kaiser Friedrich II. und dem Papsttum standen Rudolf und sein jüngerer Bruder Hartmann auf staufischer Seite. 1241 hielt sich Rudolf am Hof Kaiser Friedrichs II. in Faenza auf. Anfang der 1240er Jahre führte er eine Fehde mit Hugo III. von Tiefenstein/Teufen um dessen Güter, an deren Ende Hugo wohl im Auftrag Rudolfs ermordet wurde. Nach dem Tod Friedrichs II. im Jahr 1250 blieb Rudolf als enger Anhänger Konrads IV. den Staufern treu. Er wurde deshalb mit dem Kirchenbann belegt. Um 1253 schloss er die Ehe mit Gertrud von Hohenberg. Mit dem nordwestlich von Schlettstadt gelegenen Albrechtstal als Heiratsgut konnte Rudolf seinen elsässischen Besitz weiter vermehren. Nach dem Tod Konrads IV. im Jahr 1254 schloss er mit der Kurie einen anhaltenden Frieden und wurde vom Kirchenbann gelöst; seinen maßgeblichen Einfluss am Oberrhein und in der Nordschweiz konnte er bewahren.
Die Doppelwahl von 1257 brachte dem Reich mit Alfons X. von Kastilien und Richard von Cornwall zwei Könige. Die Zeit zwischen dem Tod Friedrichs II. und der Königswahl Rudolfs von Habsburg 1273 wird als das sogenannte Interregnum („Zwischenkönigszeit“) bezeichnet. Der Begriff, der erst im 18. Jahrhundert üblich wurde, meint jedoch keine königs- oder kaiserlose Zeit, vielmehr ist diese Zeit von einem „Überangebot an Herrschern“ geprägt, die kaum Herrschergewalt ausübten. Das lange vorherrschende Bild vom Interregnum als einer im Vergleich zu anderen Epochen besonders gewalttätigen und chaotischen Zeit wurde von Martin Kaufhold (2000) einer Revision unterzogen. Kaufhold verwies auf die Schiedsverfahren und andere Lösungsmechanismen für Konflikte in dieser Zeit. Dagegen hielt Karl-Friedrich Krieger (2003) an der traditionellen Einschätzung fest und stützte sich auf die Wahrnehmung der Zeitgenossen, die diese Zeit als besonders gewalttätig wahrnahmen. Besonders im Oberrheingebiet und in der Nordschweiz war nach Krieger die „Neigung zu gewaltsamer Selbsthilfe“ stark ausgeprägt. Auch Graf Rudolf von Habsburg wendete bei der Vergrößerung seiner Territorialherrschaft Gewalt als Mittel gegen schwächere Konkurrenten an. In heftigen Auseinandersetzungen mit Heinrich III., dem Bischof von Basel, konnte er sich 1254 die Vogtei (weltliche Schutzherrschaft) über das Schwarzwaldkloster Sankt Blasien sichern. Im Bündnis mit den Straßburger Bürgern setzte sich Rudolf im März 1262 gegen den Straßburger Bischof Walter von Geroldseck in der Schlacht von Hausbergen durch. Mit dem Aussterben des Kyburger Grafengeschlechtes behauptete Rudolf 1264 in erbitterten Konflikten das Erbe gegen den Grafen Peter von Savoyen, der ebenfalls mit den Kyburgern verwandt war und auf die Erbschaft Anspruch erhob. Die Städte Winterthur, Diessenhofen, Frauenfeld und Freiburg im Üechtland sowie die Grafschaft Thurgau kamen dadurch in seinen Besitz. Im Vergleich zu den Staufern oder dem übermächtigen Böhmen Ottokar II. blieb Rudolf trotz dieser territorialen Erfolge allerdings ein armer Graf.

### Die Königswahl von 1273

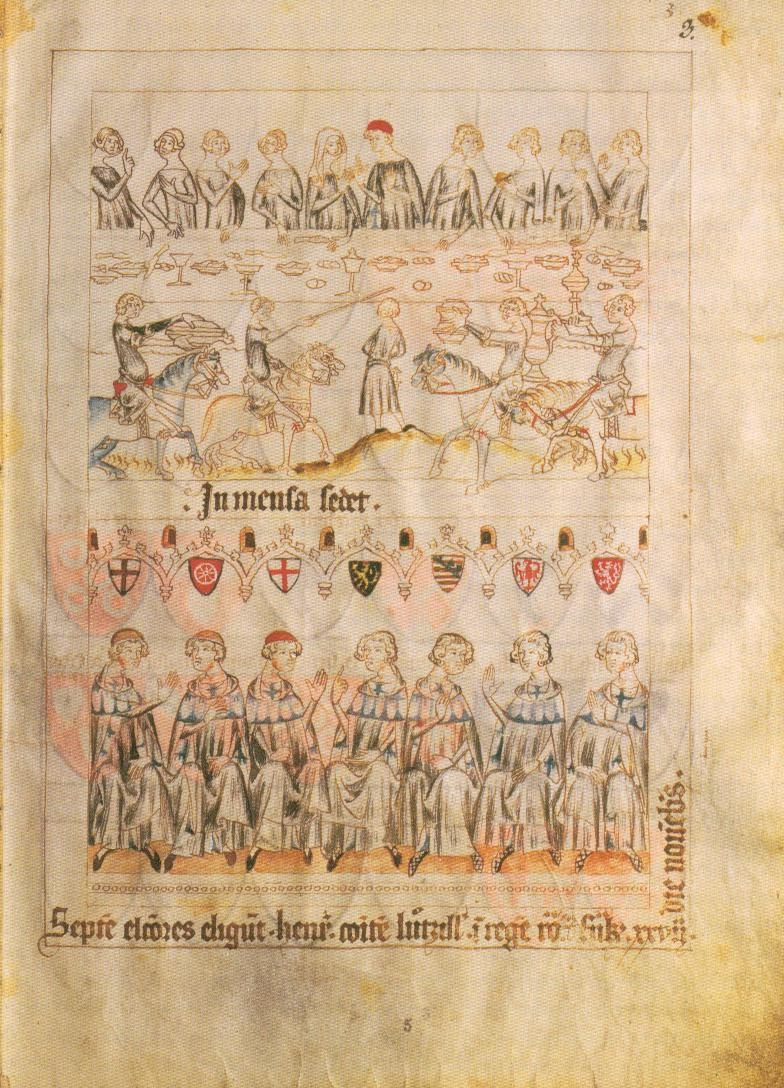
Die Bilderchronik „Kaiser Heinrichs Romfahrt“ mit den sieben Wahlfürsten (Landeshauptarchiv Koblenz, Bestand 1 C Nr. 1 fol. 3b). Die Kurfürsten, durch die Wappen über ihren Köpfen kenntlich, sind (von links nach rechts) die Erzbischöfe von Köln, Mainz und Trier, der Pfalzgraf bei Rhein, der Herzog von Sachsen, der Markgraf von Brandenburg und der König von Böhmen.

Alfons von Kastilien kam nie in das Reich. Richard von Cornwall ließ sich zwar in Aachen krönen, seine wenigen Aufenthalte im Reich konzentrierten sich jedoch auf die Gebiete westlich des Rheins. Nach Richards Tod 1272 wollten die Fürsten trotz der bestehenden Ansprüche Alfons’ von Kastilien einen neuen König erheben. Alfons versuchte vergeblich, mit einer Gesandtschaft beim Papst eine Neuwahl zu verhindern und eine Anerkennung seines Königtums zu erreichen. Papst Gregor X. stand einem Neuanfang im Reich aufgeschlossen gegenüber. Nach den Vorstellungen des Papstes sollte ein allgemein anerkannter Herrscher als Kaiser die Führung eines neuen Kreuzzuges übernehmen. Der Papst wollte den Fürsten aber die Entscheidung überlassen und selbst nur bei dem Gewählten die Approbation vornehmen, also dessen Eignung für das Kaisertum bestätigen. Allerdings wäre ein Kandidat, der auf starken Widerstand bei der Kurie gestoßen wäre, nicht durchsetzbar gewesen. Angesichts der erbitterten Konflikte zwischen den Päpsten und den Staufern würde die Kurie einen Bewerber mit enger Bindung zu diesem Geschlecht nicht tolerieren. Ähnlich wie bei den vorherigen Königswahlen gab es auch diesmal zahlreiche Bewerber um die Königskrone. Karl von Anjou versuchte als Herrscher von Süditalien und Sizilien, seinen Neffen, den jungen französischen König Philipp III., als römisch-deutschen König beim Papst durchzusetzen. Papst Gregor X. lehnte jedoch ab, denn diese Verbindung Frankreichs mit dem Reich hätte dem Papsttum einen mächtigen Gegner nördlich von Rom eingebracht. Auch Ottokar schickte eine Gesandtschaft zum Papst, um sich als Königskandidat zu empfehlen. Beide Kandidaten gingen davon aus, dass der Papst die verbindliche Entscheidung treffen würde und nicht die in der Vergangenheit uneinigen Fürsten. Den Fürsten gelang es jedoch in den folgenden Verhandlungen, Konsens untereinander zu stiften und zu kollegial gefassten und damit verbindlichen Entscheidungen zu gelangen, worauf der Papst ihnen die Entscheidung überließ.
Ottokar von Böhmen konnte sich zwar nicht die Unterstützung des Papstes sichern, doch angesichts seiner beeindruckenden Machtposition, die er durch territoriale Erwerbungen geschaffen hatte, konnten ihn die Fürsten nicht einfach übergehen. Nach dem Aussterben der Babenberger im Jahr 1246 hatte Ottokar 1251 das Herzogtum Österreich übernommen. In den folgenden Jahren kamen das Herzogtum Steiermark (1261), das Egerland (1266), das Herzogtum Kärnten, Krain und die Windische Mark mit Pordenone in Oberitalien (1269) hinzu; seine Besitzungen reichten vom Erzgebirge bis zur Adria.
Vom ausgehenden 12. bis zur Mitte des 13. Jahrhunderts hatte sich ein engerer Kreis besonderer Königswähler (Kurfürsten) herausgebildet, denen es gelang, andere als Wahlberechtigte auszuschließen. Zu den Königswählern gehörten die drei rheinischen Erzbischöfe von Mainz, Trier und Köln sowie der Pfalzgraf bei Rhein, der Herzog von Sachsen, der Markgraf von Brandenburg und der König von Böhmen. Über das ganze Jahr 1272 wurden intensive Verhandlungen über einen Königskandidaten geführt. Der Landgraf von Thüringen Friedrich I. der Freidige weckte bei den Stauferanhängern in Italien aufgrund seines Namens große Hoffnungen auf einen dritten Friedrich. Ihn diskreditierte jedoch bei der Königswahl seine Verwandtschaft zu den Staufern. Seine Kandidatur wäre gegen die Kurie nicht durchzusetzen gewesen. Auch der wittelsbachische Herzog von Oberbayern Ludwig der Strenge schied als Anhänger der Staufer aus. Im August 1273 setzte der Papst angesichts der andauernden Wahlverhandlungen den Fürsten ein Ultimatum. Der Mainzer Erzbischof Werner von Eppstein brachte daraufhin mit den Grafen Siegfried von Anhalt und Rudolf von Habsburg zwei neue Kandidaten in die Wahlverhandlungen ein. Die Kurfürsten einigten sich im September 1273 auf Rudolf, konnten dafür aber die Zustimmung des böhmischen Königs nicht erlangen. Sie ließen stattdessen Herzog Heinrich XIII. von Niederbayern zur Wahl zu. Der böhmische König blieb der Wahl fern, er ließ sich von Bischof Berthold von Bamberg vertreten. Rudolf hatte die Nachricht von seiner anstehenden Königswahl während einer Fehde mit dem Bischof von Basel erhalten. Die Wahl selbst wartete er in Dieburg südlich von Frankfurt am Main ab.
Am 1. Oktober 1273 wurde Rudolf von den in Frankfurt versammelten Kurfürsten einmütig gewählt, am 24. Oktober wurde er gemeinsam mit seiner Gemahlin vom Kölner Erzbischof Engelbert II. in Aachen zum König gekrönt. Von ganz wenigen Ausnahmen durch besondere Umstände abgesehen wurde es nach Ende des Interregnums üblich, König und Königin gemeinsam in der Aachener Marienkirche, dem heutigen Dom, zu krönen. Zur Legitimation ihrer Ansprüche bezogen sich mittelalterliche Dynastien gerne auf ihre Vorgänger. Anlässlich der Aachener Krönung ließ Rudolf den Namen seiner Frau Gertrud von Hohenberg in Anna und den seiner Tochter Gertrud in Agnes ändern. Damit stellte Rudolf sich und sein Haus in die zähringische Tradition. Anna und Agnes hießen die Schwestern und Erbinnen des letzten zähringischen Herzogs Berthold V.
Ottokar versuchte vergeblich mit seinen Gesandten beim Papst die Approbation Rudolfs zu verhindern. Die Kurie hatte Bedenken gegen Rudolf, der lange Zeit ein treuer Anhänger der Staufer gewesen war. Diesen Bedenken kam Rudolf vielfach entgegen. So verzichtete er auf eine Wiederaufnahme der staufischen Politik in Italien. Am 26. September 1274 erkannte auch der Papst Rudolf als rechtmäßigen König an. Alfons von Kastilien gab seinen Anspruch auf die Königsherrschaft im Reich erst 1275 in persönlichen Verhandlungen mit dem Papst auf.
Peter Moraws Auffassung, dass die Wähler im bereits 55-jährigen Rudolf nur einen „Übergangskandidaten“ gesehen hätten, wurde von Kaufhold und Krieger zurückgewiesen. Da die Fürsten sich gegen den übermächtigen Böhmenkönig Ottokar entschieden hatten, musste sich der künftige König notfalls auch mit Gewalt gegen diesen mächtigen Konkurrenten behaupten, und auch wenn Rudolf nicht dem Stand der Reichsfürsten angehörte, war er als Graf zum mächtigsten Territorialherrn im Südwesten des Reiches aufgestiegen. Armin Wolfs These einer welfisch-ottonischen Abstammung, die Rudolf bei der Königswahl besonders dynastisch legitimiert hätte, fand in der Fachwelt keine Zustimmung.

### Heiratspolitik

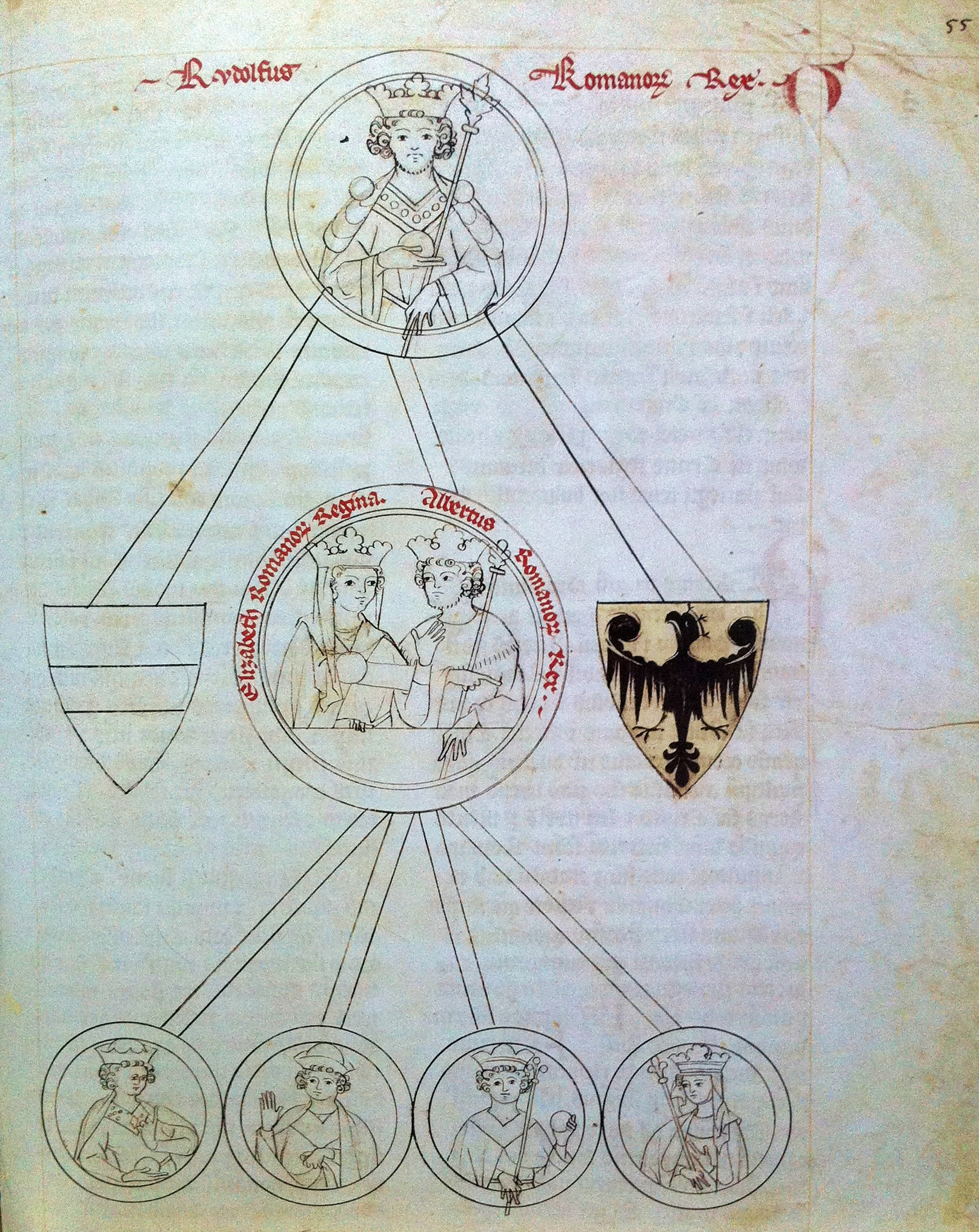
Stammbaum der Habsburger mit den Miniaturen Rudolfs I., sein Sohn Albrecht I. mit seiner Gattin Elisabeth und vier ihrer Kinder (darunter) aus dem „Liber Fundatorum Zwetlensis Monasterii“ („Zwettler Bärenhaut“) (fol. 55r) aus dem Stiftsarchiv Zwettl.

Aus Rudolfs Ehe mit Gertrud (Anna) von Hohenberg, die den Grafen von Hohenberg, einer Nebenlinie der Hohenzollern, entstammte, gingen mit Mathilde (um 1254/56–1304), Katharina († 1282), Agnes (1257–1322), Hedwig († 1286), Clementia († 1293) und Guta (1271–1297) sechs Töchter und mit Albrecht I. (1255–1308), Hartmann (1263–1281), Rudolf II. (um 1270–1290) und Karl (1276–1276) vier Söhne hervor. Zu seinen ersten Handlungen als König gehörte es, sein Königtum abzusichern. Angesichts noch bestehender Ansprüche Alfons’ von Kastilien sowie der enttäuschten Ambitionen auf die Königsnachfolge beim böhmischen und französischen König waren erhebliche Konflikte zu erwarten. Bereits an seinem Krönungstag in Aachen veranstaltete Rudolf eine Doppelhochzeit. Seine etwa 20-jährige Tochter Mathilde wurde mit dem Pfalzgrafen bei Rhein und Herzog von Oberbayern Ludwig II. vermählt, einem seiner wichtigsten Wähler. Rudolfs Tochter Agnes wurde mit Herzog Albrecht II. von Sachsen verheiratet. Später initiierte Rudolf die Verbindungen zwischen Hedwig und Otto VI., dem Bruder des Markgrafen Otto V. von Brandenburg, sowie zwischen Guta und Wenzel II., dem Nachfolger des böhmischen Königs Ottokar. Rudolf gelang es, durch diese Heiraten sämtliche weltlichen Königswähler als Schwiegersöhne an seine Familie zu binden.

### Revindikationen
Von Rudolf als neuem König erwarteten die Kurfürsten die Rückführung (Revindikation) der seit der Spätstauferzeit dem Reich entfremdeten Güter und Rechte. Viele Adlige hatten sich während der Herrschaftsjahre Richards von Cornwall und Alfons’ von Kastilien, die im Reich kaum bis keine Präsenz ausübten, am Reichsgut bedient. Mit Ausnahme Ottokars von Böhmen sollten rechtlich fragwürdige Erwerbungen der Kurfürsten von Rudolfs Rückforderungen aber unberührt bleiben. In Zukunft mussten bei königlichen Veräußerungen von Reichsgut die Kurfürsten ihre Zustimmung erteilen. Diese Zustimmungsurkunden, auch Willebriefe genannt, traten als Mittel der Konsensgewährung unter Rudolf von Habsburg regelmäßiger auf. Sie wurden ab seinem Herrschaftsantritt nur noch von den Kurfürsten ausgestellt. Vom 12. bis zum 14. Jahrhundert wurde der Kreis der Personen, die mit dem König Anteil am Reich hatten, immer präziser bestimmt. Seit Rudolf hing das Recht zur Mitsprache in Reichsangelegenheiten mit dem Recht zur Königswahl zusammen.
Die Revindikationen begannen zwei Tage nach Rudolfs Krönung. Auf einem Hoftag am 26. Oktober 1273 wurden mit Zustimmung der Fürsten alle seit der Herrschaft Friedrichs II. unrechtmäßig erhobenen Zölle für ungültig erklärt. Der Beschluss wurde notfalls auch mit militärischer Gewalt gegen unberechtigte Zollstätten durchgesetzt. Dies betraf etwa den Markgrafen von Baden. Er musste nach einer militärischen Auseinandersetzung auf seinen vom König nicht anerkannten Zoll in Selz verzichten. Auf einem Hoftag in Speyer im Dezember 1273 wurde verkündet, dass alles unrechtmäßig erworbene Krongut herauszugeben sei. Die Umsetzung war schwierig, denn es gab keine gesicherten Informationen über die rechtswidrigen Besitzveränderungen. Im Gegensatz zum englischen Schatzamt (Exchequer) oder zur französischen Rechenkammer (Chambre des Comptes) verfügte Rudolf über keine Finanzbehörde. Der König war für seine Informationen auf Betroffene oder auf Zufälle angewiesen. Bei den Revindikationen setzte Rudolf auf die Landvogteien. Der schwäbisch-fränkische Raum wurde mit Ausnahme der Burggrafschaft Nürnberg in neue Verwaltungseinheiten organisiert. So wurden beispielsweise Schwaben und Elsass in jeweils zwei Landvogteien eingeteilt. An der Spitze dieser Verwaltungseinheiten stand ein Landvogt. Er übte in seinem Verwaltungsbereich als Stellvertreter des Königs die königlichen Rechte aus. Zu den Aufgaben des Reichslandvogtes gehörten neben der Rückforderung des verlorenen Reichsgutes die Verwaltung der finanziellen Einkünfte, die Wahrung des Landfriedens, die Überwachung der Zölle und die Sorge für den Kloster- und Judenschutz. Als Reichslandvögte griff der König auf Verwandte und Vertraute zurück. Rudolfs Erfolg in der Revindikationspolitik ist nach Krieger schwer einschätzbar. Die Revindikationen verliefen anscheinend vorwiegend in Schwaben, Elsass und im Rheinland erfolgreich. Auf einem Hoftag in Nürnberg am 9. August 1281 wurden die Revindikationsobjekte präzisiert. Verfügungen über Reichsgut, die seit der päpstlichen Absetzung Friedrichs II. im Jahr 1245 vorgenommen worden waren, waren als nichtig anzusehen, wenn keine fürstliche Zustimmung vorgelegen hatte.
In der unmittelbaren Umgebung seiner Stammlande nutzte Rudolf die Revindikationen zum Ausbau von habsburgtreuen Landschaften. Eine Wiedererrichtung des Herzogtums Schwaben blieb aber aus. Im innerschwäbischen Raum baute er von 1282 bis 1291 um den Verwaltungsmittelpunkt Mengen eine neue Landgrafschaft auf. Im Norden war die spätmittelalterliche Königsherrschaft hingegen nur schwach präsent. Rudolf war bei der Wiedergewinnung der verlorenen Reichsgüter auf die dortigen Territorialherren angewiesen. Als vom König eingesetzte Statthalter oder Vikare (administratores et rectores) sollten sich Herzog Albrecht II. von Sachsen, Albrecht I. von Braunschweig und später die Markgrafen von Brandenburg um das verlorene Reichsgut in Sachsen und Thüringen kümmern. Die Fürsten verfolgten bei der Durchführung der Revindikationen ihre eigenen territorialpolitischen Ziele und maßen dem Reichsinteresse geringe Bedeutung zu. Nach dem Tod Herzog Albrechts von Braunschweig vergab Rudolf am 24. August 1280 Albrecht II. von Sachsen und den drei Markgrafen Johann II., Otto IV. und Konrad I. von Brandenburg der johanneischen Linie die Pflege der Reichsgüter in Sachsen und Thüringen sowie die Verwaltung Lübecks.

### Kampf gegen den König von Böhmen (1273–1278)

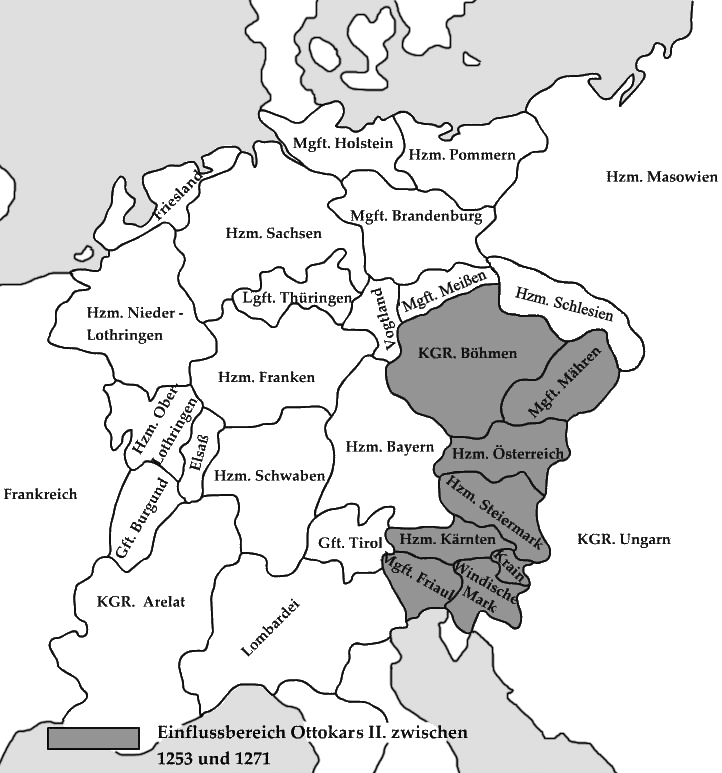
Karte mit dem Einflussbereich Ottokars II. zwischen 1253 und 1271

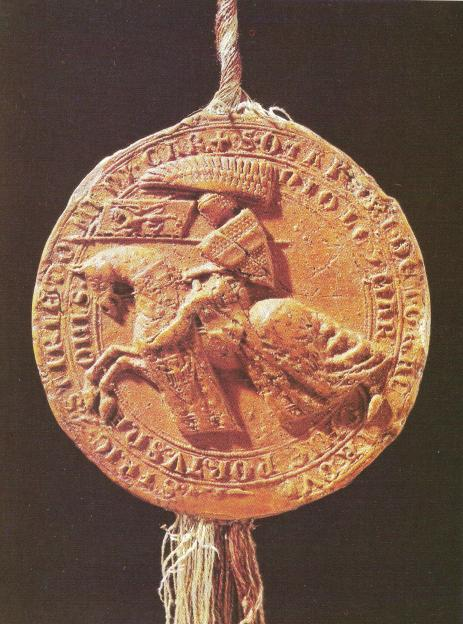
Siegel Ottokars II.

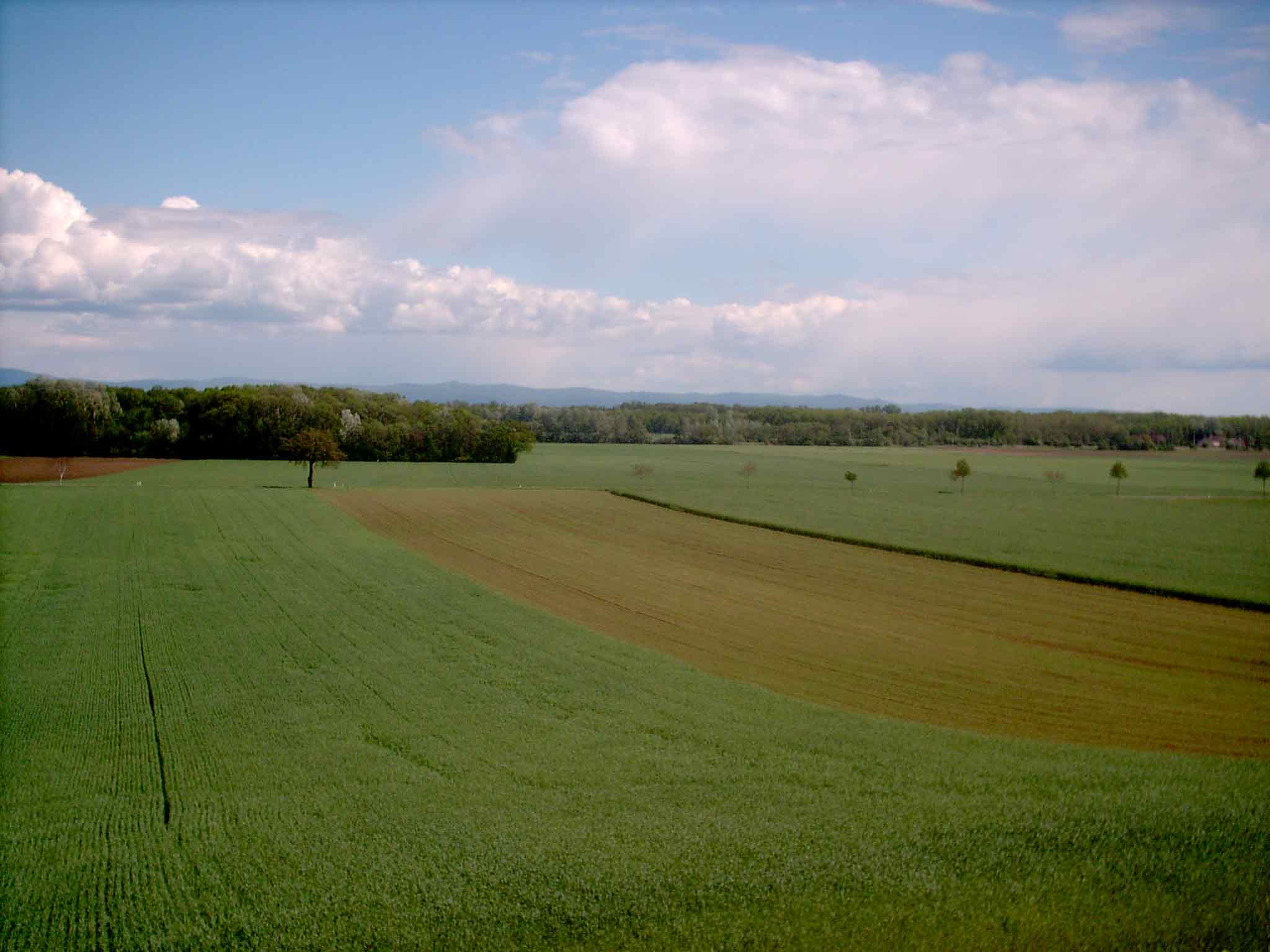
Das heutige Schlachtfeld bei Dürnkrut in der Marchebene

Auf dem Hoftag in Nürnberg im November 1274 eröffnete Rudolf einen Prozess gegen Ottokar von Böhmen. In allen seinen Handlungen unterwarf sich der römisch-deutsche König der Zustimmung der Fürsten. In Streitigkeiten zwischen dem römisch-deutschen König und einem Reichsfürsten wurde der Pfalzgraf bei Rhein Ludwig zum Richter berufen. Als König musste Rudolf seine Klagen dem Pfalzgrafen und allen anwesenden Fürsten und Grafen vortragen. Innerhalb einer Frist von neun Wochen sollte sich Ottokar vor dem Pfalzgrafen auf einem Hoftag in Würzburg verantworten. Diese Frist ließ der böhmische König im Vertrauen auf seine Machtfülle ablaufen. Im Mai 1275 schickte er seinen Gesandten Bischof Wernhard von Seckau zum Hoftag nach Augsburg. Der Bischof stellte Rudolfs Wahl und sein Königtum in Frage. Daraufhin erkannten die Fürsten Ottokar alle Reichslehen ab. Am 24. Juni 1275 wurde die Reichsacht über den böhmischen König verkündet. Ottokar zeigte weiterhin keine Einsicht. Nachdem er sich innerhalb eines Jahres nicht von der Acht gelöst hatte, wurde daher im Juni 1276 die Aberacht über den böhmischen König ausgesprochen. Der Mainzer Erzbischof sprach den Kirchenbann aus und verhängte das Interdikt über Böhmen. Eine militärische Entscheidung würde für beide Seiten als ein Gottesurteil den Konflikt beenden.
Rudolf und Ottokar versuchten für die anstehende Konfrontation Verbündete zu gewinnen. Rudolf sicherte sich die Unterstützung der Grafen Meinhard und Albert von Görz-Tirol durch eine Heiratsverbindung zwischen seinem Sohn Albrecht I. und Elisabeth von Görz-Tirol. Der territoriale Schwerpunkt der Grafen von Görz-Tirol lag im südöstlichen Alpenraum und damit in unmittelbarer Nähe zu Kärnten. Rudolf belehnte Philipp von Spanheim, den Bruder des letzten Kärntner Herzogs, mit dem Herzogtum Kärnten und zog ihn so auf seine Seite. Ottokar hatte Philipp lediglich den Titel eines Statthalters von Kärnten ohne wirklichen Einfluss zugestanden. Rudolf verbündete sich außerdem mit Erzbischof Friedrich von Salzburg, der in seinem Territorium vom böhmischen König bedrängt wurde. In Ungarn standen sich verfeindete Adelsfraktionen gegenüber und kämpften um Einfluss und die Vormundschaft über den unmündigen König Ladislaus IV. Rudolf gelang es, einen Teil des ungarischen Adels auf seine Seite zu ziehen. Problematischer hatten sich seit Rudolfs Königswahl die Beziehungen zu Herzog Heinrich von Niederbayern entwickelt. Heinrich sah seinen Einsatz bei der Königswahl nicht genügend honoriert. Für die anstehende Auseinandersetzung kam dem Herzog von Niederbayern mit der Kontrolle über den Donau-Zugang nach Österreich entscheidende Bedeutung zu. Durch die Bestätigung seines Wahlrechtes konnte Rudolf den Herzog an sich binden. Rudolfs unehelicher Sohn Albrecht von Löwenstein-Schenkenberg beteiligte sich ebenfalls an dem Kriegszug gegen Ottokar.
Gegenüber Papst Gregor X. hatte sich Rudolf zu einer Romfahrt mit dem Ziel der Kaiserkrönung verpflichtet. Die militärischen Planungen gerieten dadurch 1275 ins Stocken. Durch den unerwarteten Tod des Papstes am 10. Januar 1276 verschoben sich die Prioritäten Rudolfs wieder auf die Auseinandersetzung mit dem böhmischen König. Der Burggraf von Nürnberg Friedrich III. fiel ins Egerland ein. In Kärnten und Krain brach die böhmische Herrschaft nach dem Einfall der Tiroler Grafen unverzüglich zusammen. Rudolf entschloss sich kurzfristig seine Taktik zu ändern und den Hauptangriff nicht gegen Böhmen, sondern gegen die schwache böhmische Herrschaft in Österreich zu führen. Die neue Taktik bot außerdem den Vorteil, dass der Herzog Heinrich von Niederbayern, dessen Haltung undurchsichtig blieb, nicht bei einem Parteiwechsel Rudolfs Heer von hinten angreifen konnte. Unter dem Druck des königlichen Heeres in Regensburg bekannte sich der Herzog von Niederbayern gegen entsprechende Zugeständnisse eindeutig zum Habsburger. Rudolf musste in eine Heiratsverbindung zwischen seiner Tochter Katharina und Heinrichs Sohn Otto einwilligen. Im Gegenzug erhielt Rudolf fortan freien Zugang auf der Donau und konnte dadurch relativ schnell mit seinen Truppen per Schiff die österreichischen Länder erreichen. Diese konnte der Habsburger zügig einnehmen, lediglich Wien leistete längeren Widerstand. In Böhmen nutzte der Adel die Situation für einen Aufstand, sodass Ottokar einlenken musste.
In Wien musste Ottokar am 21. Oktober 1276 Frieden schließen. Am 25. November nahm Rudolf in einem gewöhnlichen grauen Gewand und auf einem Holzschemel die Huldigung Ottokars entgegen. Rudolf demütigte damit den auf öffentliche Geltung bedachten böhmischen König gezielt, denn dieser war zum Belehnungsakt in prunkvollen Gewändern und großem Gefolge erschienen. Diese Szene war für Ottokar und seine Gemahlin Kunigunde besonders erniedrigend. Für sie war Rudolf nur ein kleiner Graf, der sich die Königswürde anmaßte. Ottokar musste Rudolf als König anerkennen und seine rechtlich fragwürdigen Erwerbungen, die Herzogtümer Österreich, Steiermark und Kärnten mit Krain und Pordenone, herausgeben. Mit dem Königreich Böhmen und der Markgrafschaft Mähren sollte er belehnt werden. Der Lehnsakt drückte eine Hierarchisierung zwischen thronendem König und Reichsfürsten aus. Ottokar empfing mit gebeugten Knien in Anwesenheit zahlreicher geistlicher und weltlicher Fürsten vom König sein Lehen. Dabei sind im Reich erstmals beim Belehnungsakt gebeugte Knie zweifelsfrei belegt. Im Gegenzug wurde Ottokar von Acht, Exkommunikation und Interdikt befreit. Der Frieden sollte durch eine doppelte Eheschließung zwischen Ottokars Tochter und einem Sohn Rudolfs sowie zwischen Ottokars Sohn Wenzel II. und Rudolfs Tochter Guta abgesichert werden.
Der Friede war von kurzer Dauer. Gründe für eine erneute militärische Konfrontation hatten beide Seiten. Der böhmische König vergaß die in Wien erlittenen Demütigungen nicht. Die Provokation wurde noch dadurch verstärkt, dass Rudolf Kontakte zu der adligen Opposition, besonders den Rosenbergern, in Böhmen und Mähren unterhielt. Ottokar hatte dafür weiterhin Kontakt mit seinen früheren Vertrauten in den österreichischen Ländern. Rudolf wollte im Südosten an die Stelle des böhmischen Königs die Habsburger setzen. Im Juni 1278 kam es erneut zum Krieg. Der Rückhalt für Rudolf war allerdings geringer geworden. Bis auf den Pfalzgrafen hatte Rudolf keine Unterstützer für den Kampf gegen den Böhmen bei den Kurfürsten gefunden. Der Kölner Erzbischof hatte freundschaftliche Beziehungen zum böhmischen König aufgenommen. Neben Markgraf Otto V. von Brandenburg konnte der Böhme mit erheblichen Geldzahlungen Herzog Heinrich XIII. von Niederbayern für sich gewinnen. Heinrich sperrte sein Land für Rudolfs Truppen und erlaubte dem Böhmen in Niederbayern Söldner anzuheuern. Die schlesischen und polnischen Herzöge unterstützten ebenfalls Ottokar. Rudolf erhielt immerhin die Unterstützung des ungarischen Königs Ladislaus IV. Nicht mehr die Fürsten, sondern die habsburgische Hausmacht und die ungarischen Truppen bot Rudolf gegen Ottokar auf.
Am 26. August 1278 kam es zur Schlacht von Dürnkrut nordöstlich von Wien. Rudolf nahm im Alter von 60 Jahren selbst am Schlachtgeschehen teil. Er fiel vom Pferd und konnte nur durch den St. Galler Ritter Heinrich Walter von Ramschwag gerettet werden, der ihn auf ein neues Pferd setzte. In der Schlacht hatte Rudolf eine Reserveeinheit von ca. 60 Rittern bei den Auseinandersetzungen zurückgehalten. Der Flankenangriff dieser Ritter hatte für die Böhmen verheerende Folgen und brachte Rudolf den Sieg. Das böhmische Heer wurde in zwei Teile getrennt und verlor die Ordnung. Die leichte ungarische Reiterei setzte dem Gegner nach. Viele Tausende Böhmen kamen um. Ottokar wurde entgegen den hergebrachten ritterlichen Ehrvorstellungen nicht gefangen genommen, sondern von einigen österreichischen Adligen aus Rache erschlagen. Den einbalsamierten Leichnam Ottokars ließ Rudolf in Wien mehrere Wochen demonstrativ zur Schau stellen. Aus Dank für seinen Sieg über den böhmischen König und die Errettung aus Todesgefahr stiftete Rudolf in Tulln ein Kloster. Es blieb seine einzige Klosterstiftung.

### Hausmachtpolitik im Südosten
Die Schlacht war von europäischer Bedeutung. Sie schuf die Grundlage für das spätere Donaureich, in dem die österreichischen Länder das machtpolitische Zentrum bilden sollten. Das Geschlecht der Habsburger stieg zu einer Königs- und Großdynastie auf. Die böhmische Königswitwe Kunigunde befürchtete, dass Rudolf sich auch Böhmens und Mährens bemächtigen würde. Daher rief sie Markgraf Otto V. von Brandenburg als Vormund für ihren unmündigen Sohn Wenzel II. ins Land. Auch die Reichsfürsten wollten nicht statt der Přemysliden nun mit den Habsburgern eine übermächtige Reichsdynastie aufbauen. Rudolf begnügte sich angesichts der Machtverhältnisse mit dem derzeit Erreichten. Ottokars Sohn Wenzel wurde als Nachfolger in Böhmen und Mähren anerkannt. Die bereits beim ersten Frieden von 1276 geplanten Eheprojekte wurden vollzogen. Rudolfs Tochter Guta wurde mit Wenzel II. verehelicht und Rudolfs gleichnamiger Sohn Rudolf II. mit Kunigundes Tochter Anna. Böhmen war durch die brandenburgische Schutzherrschaft dem habsburgischen Zugriff entzogen. Die Heiratsverbindungen gaben immerhin den Handlungsspielraum, später auf Böhmen zugreifen zu können. Der in seiner Haltung zu Rudolf wankelmütige Herzog Heinrich von Niederbayern konnte durch ein Eheprojekt enger gebunden werden: Rudolfs Tochter Katharina wurde mit Heinrichs Sohn Otto III. verehelicht.

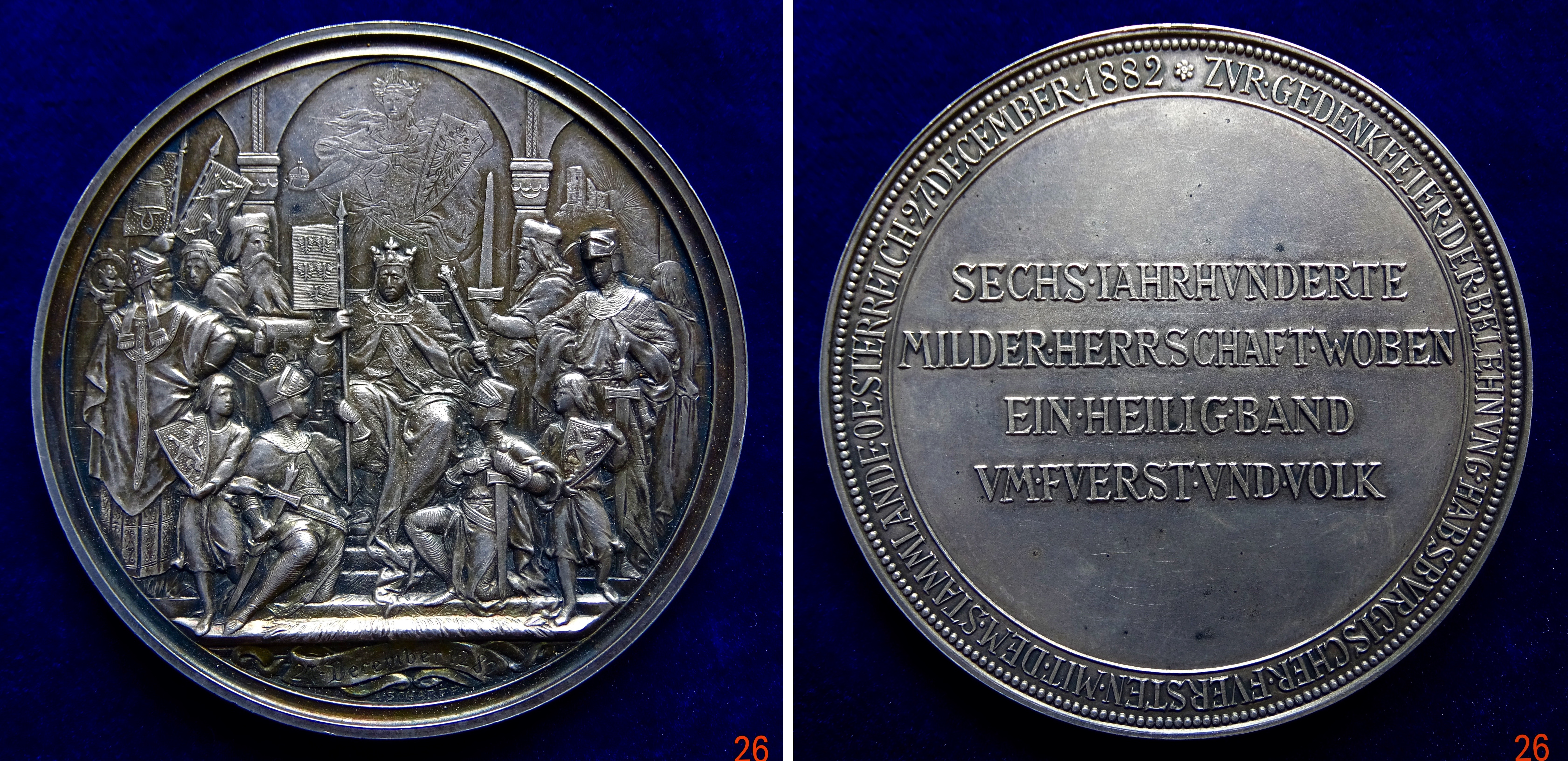
Medaille von Scharff auf den Hoftag von Augsburg von 1282 zur Feier des 600. Jubiläums der Habsburger Monarchie

Statt in Böhmen wollte sich der Habsburger im Südosten des Reiches eine neue Machtbasis schaffen. Rudolf hielt sich von 1276 bis Pfingsten 1281 fast ohne Unterbrechung im Südosten des Reiches auf. Dieser ungewöhnlich lange Aufenthalt diente dem Ziel, die Situation in Österreich und der Steiermark für die Habsburger zu festigen. Bei der Analyse der Einleitungen der Königsurkunden (Arengen) konnte Franz-Reiner Erkens feststellen, dass seit Rudolfs langem Aufenthalt in der Urkundenpraxis formal und stilistisch auf spätstaufische Vorbilder zurückgegriffen wurde. Die Kontinuität zu den Staufern sollte Rudolfs Königtum zusätzliche Legitimation bringen. Nach langwierigen Verhandlungen erreichte er im Sommer 1282 die Zustimmung der Kurfürsten in Willebriefen zur Nachfolge seiner Söhne in den österreichischen Ländern. Auf einem Hoftag in Augsburg am 27. Dezember 1282 belehnte Rudolf seine Söhne Albrecht und Rudolf mit den Ländern Österreich, der Steiermark, Krain und der Windischen Mark zu gesamter Hand, also gemeinsam. Die beiden Herzöge wurden dadurch in den Reichsfürstenstand erhoben. Diese Belehnung stieß jedoch bei den österreichischen Herren auf Widerstand. Ein halbes Jahr nach dem Belehnungsakt musste Rudolf in der Rheinfelder Hausordnung vom 1. Juni 1283 seinem Sohn Albrecht die österreichischen Herzogtümer alleine überlassen. Der Herrschaftsschwerpunkt der habsburgischen Dynastie verlagerte sich dadurch vom Oberelsass, Aar- und Zürichgau in den Südosten. In Österreich regierten die Habsburger noch bis in das frühe 20. Jahrhundert.
Rudolfs Hausmachtpolitik gefährdete aber auch die Konsensherrschaft und schürte bei den Fürsten die Angst vor einem machthungrigen König. Für die Königsnachfolge der Söhne benötigte der König die Zustimmung der Kurfürsten. Rudolf musste deshalb seine Hausmacht verkleinern: Albrecht und Rudolf verzichteten 1286 auf das Herzogtum Kärnten. Meinhard II. wurde mit dem Herzogtum belehnt.

### Hof und Herrschaftspraxis
In seiner Hofhaltung und Herrschaftspraxis knüpfte Rudolf vielfach an die staufische Tradition an. Die Regierungshandlungen seiner unmittelbaren königlichen Vorgänger Wilhelm von Holland und Richard von Cornwall ließ er hingegen für ungültig erklären, soweit sie nicht die mehrheitliche Zustimmung der Kurfürsten gefunden hatten. Als Zeichen der Kontinuität zu den Staufern besetzte Rudolf als eine seiner ersten Handlungen das von Friedrich II. 1235 geschaffene Hofrichteramt erneut.
Bis weit in das 14. Jahrhundert wurde mittelalterliche Königsherrschaft im Reich durch ambulante Herrschaftspraxis ausgeübt. Rudolf musste durch das Reich reisen und dadurch seiner Herrschaft Geltung und Autorität verschaffen. Das spätmittelalterliche Königtum konnte nicht gleichmäßig alle Gebiete des Reiches erfassen. Peter Moraw hat daher das Reich in Zonen unterschiedlicher Königsnähe bzw. -ferne eingeteilt. Der süd- und westdeutsche Raum sowie Mitteldeutschland galten zur Zeit Rudolfs als „königsnah“. Als „königsferne“ Landschaft galt der Norden des Reiches, den Rudolf nicht betrat. Die Kontakte dorthin beschränkten sich auf Gesandtschaften. Vergeblich versuchte Rudolf mit Hilfe der Reichsstadt Lübeck seiner Autorität im Norden Geltung zu verschaffen. Längere Aufenthalte mit nur kurzen Unterbrechungen sind zwischen 1276 und 1281 für Wien und vom Dezember 1289 bis zum November 1290 für Erfurt überliefert. Die spätstaufische Lieblingspfalz Hagenau belegt nach Basel (26) mit 22 Aufenthalten den zweiten Platz. In Basel schuf sich Rudolf mit dem Begräbnis seiner Frau Anna und seiner Söhne Karl und Hartmann im dortigen Münster eine dauerhafte Memoria für sein Haus. Der Herrscher hatte aber weiterhin keine feste Residenz. Der Hof bildete die „Organisationsform der Herrschaft“. Er befand sich „in Reichweite mündlicher Befehle“ und entzog sich somit weitestgehend der Verschriftlichung. Persönlichen Beziehungen am Hof kam daher große Bedeutung zu. Der „schwierige Weg zum Ohr des Herrschers“ führte nur über die Fürsprache engster Vertrauter des Habsburgers. Den größten Einfluss an seinem Hof hatten Friedrich von Zollern, Heinrich von Fürstenberg und Eberhard von Katzenelnbogen.
Für Rudolfs Herrschaftszeit sind 16 Hoftage überliefert. Die Hoftage gelten als „bedeutendste politische Verdichtungspunkte“ im Reich des 12. und 13. Jahrhunderts. Die Anzahl der auf einem Hoftag versammelten Fürsten machte die Stärke und Integrationskraft der Königsherrschaft deutlich. Die Hoftage bildeten als politische Versammlungen das Ranggefüge von König und Fürsten im Reich ab. Die Kenntlichmachung von Rang und Status der Fürsten auf den Versammlungen hatte für die politisch-soziale Ordnung im Reich erhebliche Bedeutung. Die lange hoftaglose Zeit durch das Interregnum erhöhte den Druck der Fürsten zusätzlich, bisherige oder neue Rangansprüche geltend zu machen. Durch ihren persönlichen Auftritt konnten die Fürsten ihre Stellung im Machtgefüge des Reiches repräsentativ zum Ausdruck bringen. Seit Rudolfs Herrschaftsantritt sind in den Quellen regelmäßig Sitzplatzstreitigkeiten auf Hoftagen überliefert. Der Hoftag bot somit für Rudolf die beste Möglichkeit, die Königsherrschaft zu inszenieren. Der Hof des Habsburgers verfügte zwar nicht mehr über eine solche Anziehungskraft für Kultur und Wissenschaft wie einst der Hof Friedrichs II., behielt aber seine Bedeutung für die Beratung und konsensuale Entscheidungsfindung.
Zu seinem ersten Hoftag 1274 lud Rudolf, indem er die in der Stauferzeit häufige Metapher vom König als Haupt (caput) und von den Fürsten als Gliedern des Reiches bemühte. Die Rhetorik von Haupt und Gliedern verwendete Rudolf auch in den Arengen, den Einleitungen seiner Urkunden. Sie zeigte, dass er in seinen Verfügungen im Reich an die Zustimmung geistlicher und weltlicher Fürsten gebunden war. Die Hoftage des Habsburgers wurden von den Fürsten meist nur aus persönlichen Interessen oder aus besonderen Anlässen besucht. Mit dem sehr gut besuchten Weihnachtshoftag 1289 in Erfurt erreichte Rudolfs Herrschaft einen Höhepunkt. Den letzten Hoftag hielt Rudolf am 20. Mai 1291 in Frankfurt am Main ab.

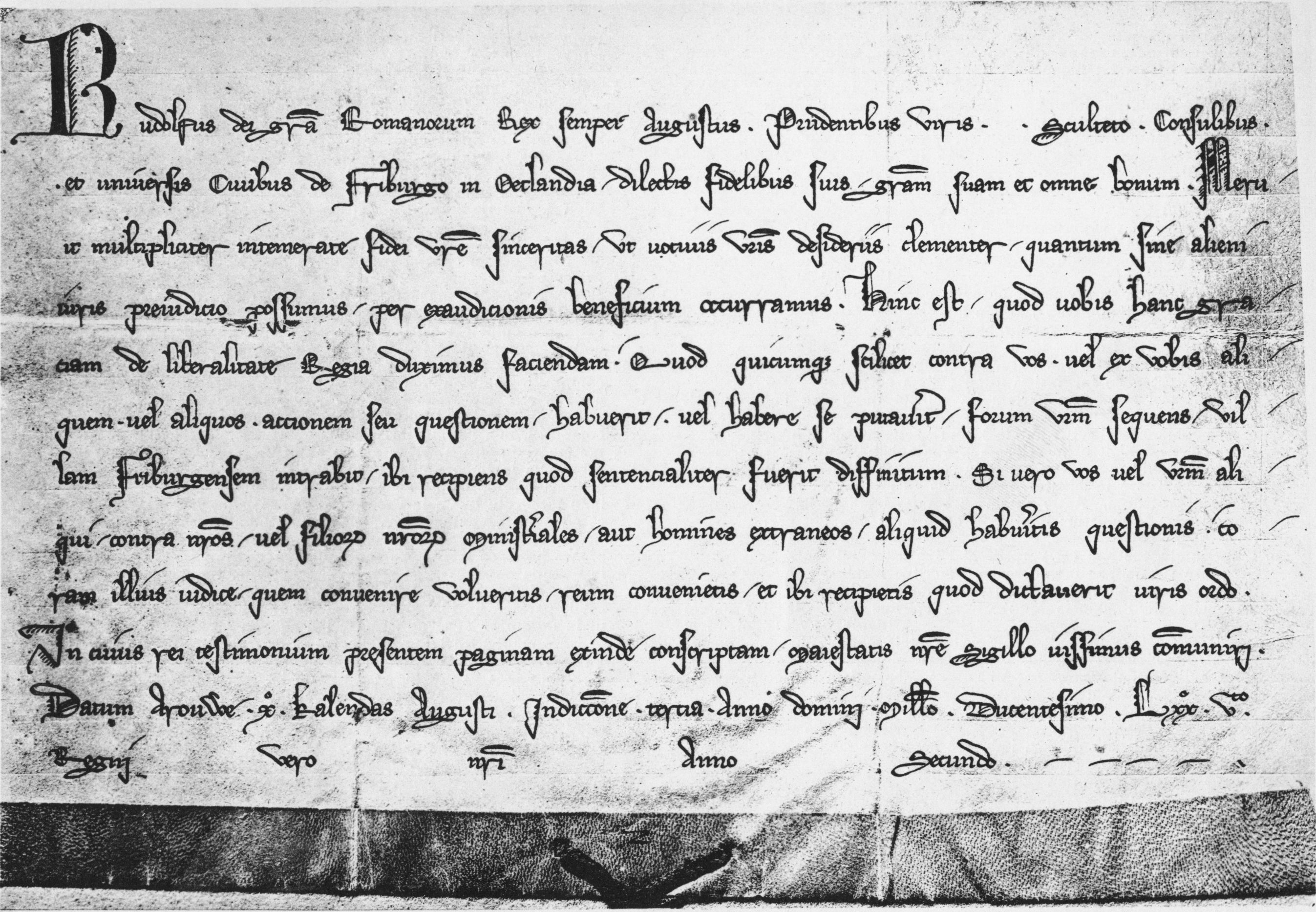
Urkunde König Rudolfs von Habsburg vom 23. Juli 1275 für die Bürger von Freiburg im Üechtland (Staatsarchiv Freiburg (Schweiz), Diplom 41)

Am Hof nahmen die Schiedsverfahren „geradezu explosionsartig“ zu. Der Anstieg der Schiedsgerichtsbarkeit wird als Folge des Interregnums angesehen. Der wichtigste Bestandteil des Hofes war die Kanzlei. Sie war für die Ausstellung der Urkunden zuständig. Im 13. und 14. Jahrhundert wurden erheblich mehr Urkunden abgefasst als zuvor. Aus Rudolfs gut achtzehnjähriger Herrschaftszeit sind 2223 Urkunden erhalten, davon immerhin 622 Urkunden (28 %) für eine Stadt und weniger als 70 (3 %) für norddeutsche Empfänger. Rudolf holte bei seinem Regierungshandeln beständig Konsensakte ein. Wiederholt hob Rudolf in seinen Urkunden die allgemeine Zustimmung der Fürsten hervor oder hob einzelne Herren heraus. Neben der Urkundenform wurde politisches Handeln im Spätmittelalter durch Inszenierungen anhand von nonverbalen und symbolischen Akten kommuniziert.

### Städtepolitik
Unter Rudolfs Herrschaft wurde für die königlichen Städte der Begriff Reichsstädte (civitates imperii) üblich. Im Interregnum gewannen die Städte zunehmend Eigenständigkeit, die Verfügungsgewalt des Königs ging zurück. Trotzdem wurden die Reichsstädte durch ihr militärisches Potential und ihre Finanzkraft zu einer Stütze der königlichen Herrschaftsausübung. Die regelmäßige pauschale Stadtsteuer war für Rudolf eine wichtige Einnahmequelle. Außerdem dienten die Städte Rudolf verstärkt als königliche Beherbergungsorte. Rudolf versuchte das königliche Gastungsrecht gegenüber den geistlichen Fürsten durchzusetzen. Als Reaktion auf den Widerstand der Bischöfe begünstigte Rudolf die Städte demonstrativ. Von seinen 2223 Urkunden gingen 662 an eine Stadt und unter den 943 Empfängern waren 222 Städte. Den Reichsstädten gestattete er die Ratsverfassung und damit eine gewisse innere Unabhängigkeit. Außerdem förderte Rudolf die Entwicklung der Bischofsstädte zu freien Städten. Der Stadt Colmar zum Beispiel verlieh Rudolf 1278 großzügige Freiheiten. Die Bürger konnten Lehen empfangen und Zünfte bilden. Auch wurden sie von Todfallabgaben befreit. Erheblichen Widerstand in den Städten erzeugten jedoch seine Besteuerungsmaßnahmen. Eine direkte Einzelbesteuerung der Stadtbürger versuchte Rudolf 1274 und 1284 vergeblich durchzusetzen. Rudolf gelang es dennoch, das aufsteigende Stadtbürgertum erstmals systematisch in die Reichspolitik einzubinden.

### Auftreten „falscher Friedriche“
Seit 1257 ist der Glaube an eine Wiederkehr Kaiser Friedrichs II. belegt und parallel dazu die Hoffnung auf einen neuen Kaiser Friedrich. Unter Rudolf von Habsburg kam es in den 1280er Jahren zu einer Konjunktur der „falschen Friedriche“. Das weit entfernte Grab war entscheidend dafür, dass bis zum Ende des 13. Jahrhunderts in Deutschland Personen auftraten, die behaupteten, der Stauferkaiser zu sein. Die „falschen Friedriche“ zeigen die Popularität Friedrichs II. und die Hoffnung auf Rückkehr zu den staufischen Verhältnissen, was die Forschung als Reaktion auf aktuelle soziale Krisenerscheinungen durch Hungersnöte, Missernten oder Teuerungen deutet. Dagegen führt Krieger die „falschen Friedriche“ einzig auf Rudolfs umstrittene Steuerpolitik zurück.
Zum Jahr 1284 trat zwischen Basel und Worms ein Eremit mit dem Namen Heinrich auf, der sich als „Kaiser Friedrich“ bezeichnete. Der „falsche Friedrich“ verschwand spurlos, als Rudolf im Juli anrückte. Der erfolgreichste „falsche Friedrich“ war Dietrich Holzschuh (niederdeutsch Tile Kolup). Um 1283/84 versuchte er zunächst in Köln vergeblich sein Glück, dort wurde er ausgewiesen. In Neuss wurde er hingegen rasch anerkannt. Ein Jahr lang behauptete er sich überaus erfolgreich als Friedrich-Imitator. Er hielt zunächst in Neuss und dann in Wetzlar Hof. Seine Urkunden stellte er mit gefälschten Kaisersiegeln aus. Durch seine großen Einkünfte konnte er sich mit einem Hofstaat umgeben. Es gelang ihm auch, Eide auf seine Person entgegenzunehmen. Die lange Abwesenheit des jetzt angeblich zurückgekehrten Friedrich begründete Kolup mit einer Pilgerfahrt, die er unternommen habe. Rudolf von Habsburg zog mit einem Heer nach Wetzlar. In seiner Anwesenheit wurde der „falsche Friedrich“ vor den Toren der Stadt verbrannt.

### Landfriedenspolitik

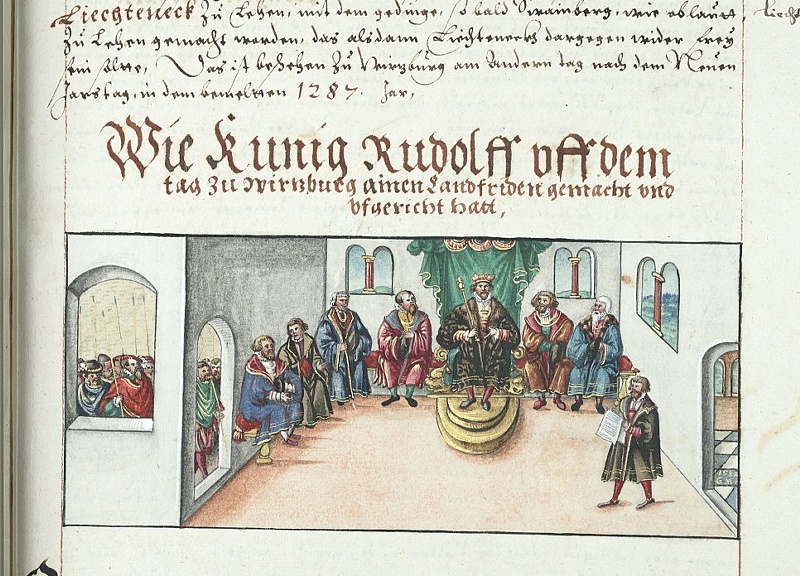
Rudolf verkündet auf einem Hoftag den Landfrieden (Illustration aus der Chronik der Bischöfe von Würzburg des Lorenz Fries, Mitte des 16. Jahrhunderts)

Ein allgemein anerkannter König hatte den von Zeitgenossen wahrgenommenen Mangel an Frieden und Recht zu beheben. In Franken wurde die Reichsverwaltung neu organisiert. Beim Landgericht Rothenburg setzten 1274 die Aufzeichnungen in Gerichtsbüchern ein. Sie gehören zu den ältesten ihrer Art. Rudolf begann eine königliche Landfriedenspolitik, die sich zunächst auf regional und zeitlich begrenzte Absprachen beschränkte. 1276 wurde ein auf Österreich beschränkter Landfrieden erlassen. Es folgten 1281 Landfrieden für die Regionen Bayern, Franken, Rheinland und erneut Österreich. Der königsferne Norden ließ sich nicht in gleicher Weise einbeziehen; die Friedenssicherung übernahmen dort die einzelnen Territorialherren. In Würzburg wurde am 24. März 1287 der Frieden nach dem Vorbild des Mainzer Reichslandfriedens von 1235 auf das ganze Reich für drei Jahre befristet ausgeweitet.
In Rudolfs letzten Jahren standen die Streitschlichtung und die Wahrung der Reichsinteressen besonders in Thüringen im Blickpunkt. Von Dezember 1289 bis November 1290 hielt er sich in Sachsen und Thüringen auf, um die Königsautorität wiederherzustellen. Mit den Residenzorten in Erfurt und Altenburg knüpfte er an staufische Vorbilder an. Im Winter 1289/90 zerstörte der König in Thüringen nach sächsischen Angaben 66 oder 70 Raubburgen und ließ an einem Tag im Dezember 29 Raubritter vor den Toren der Stadt Erfurt enthaupten. Bei seinem Aufenthalt in Thüringen zog Rudolf das gesamte Pleißnerland für das Reich wieder ein.

### Ausgreifen nach Burgund und Kontakte nach Frankreich

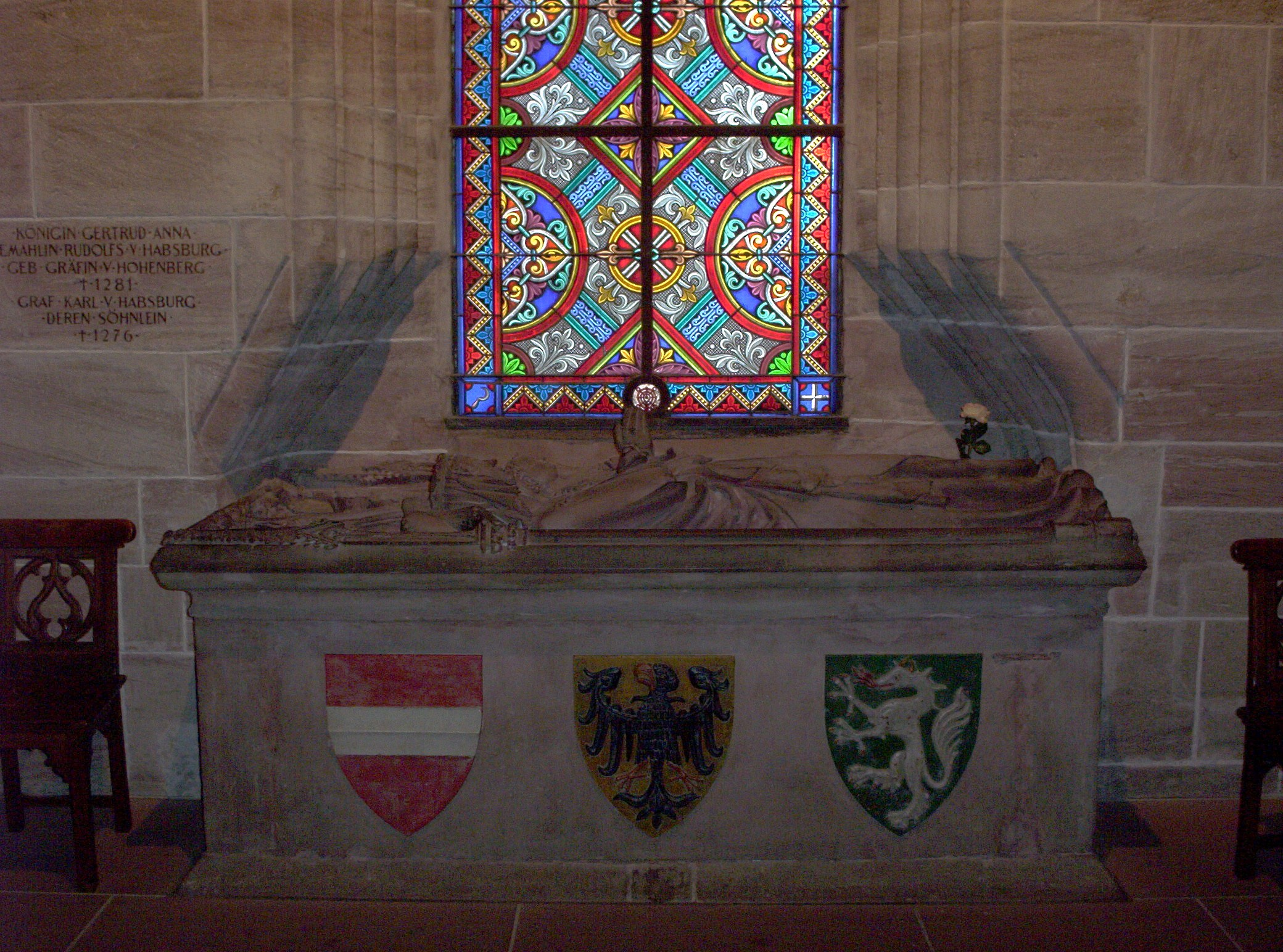
Sarkophag Gertruds von Hohenberg und ihres Sohnes Karl im Basler Münster

Nach dem Ende der kriegerischen Auseinandersetzungen mit dem böhmischen König und dem Erwerb der österreichischen Länder für das Haus Habsburg konzentrierte sich Rudolf ab 1283 auf das königsferne Burgund. Unter Burgund ist in diesem Zusammenhang der an Frankreich grenzende südwestliche Reichsteil zu verstehen, der die Provence, die sogenannte Freigrafschaft Burgund, die Dauphiné (Grafschaft Vienne) sowie die Grafschaften Mömpelgard und Savoyen, nicht aber das zu Frankreich gehörende Herzogtum Burgund mit dem Hauptort Dijon umfasste. Abgeleitet von der Krönungsstadt Arles wird der burgundische Reichsteil in der Geschichtswissenschaft oft als regnum Arelatense bzw. als Arelat bezeichnet. Die Reichsgewalt im Arelat war allerdings stets nur schwach ausgebildet.
Graf Rainald von Mömpelgard hatte dem Basler Bischof Heinrich von Isny, einem engen Parteigänger Rudolfs, den Elsgau abgenommen. Rudolf entschloss sich militärisch einzugreifen. Graf Rainald konnte auf keine größere Unterstützung bauen und verschanzte sich in Pruntrut. Nachdem Rudolf die Stadt einen Monat belagert hatte, musste der Graf am 14. April 1283 seine Ansprüche aufgeben, ohne allerdings Rudolf den Lehenseid leisten zu müssen. Anschließend unternahm Rudolf einen Vorstoß gegen Graf Philipp I. von Savoyen. Die Grafen von Savoyen verfügten über strategisch wichtige Besitzungen, auf die sich Rudolf im Rahmen seiner Burgundpolitik den Zugriff sichern wollte. Die Feindseligkeiten begannen bereits 1281, doch erst im Sommer 1283 ging der König in größerem Maßstab gegen den Grafen vor. Nach langer Belagerung der Stadt Peterlingen gab Graf Philipp auf; im Frieden vom 27. Dezember 1283 musste er die Städte Peterlingen, Murten und Gümmenen an Rudolf abgeben. Außerdem hatte er eine Kriegsentschädigung von 2000 Mark Silber zu zahlen.
Die französische Expansionspolitik betraf Reichsgebiet entlang von Schelde, Maas, Saône und Rhone. Eine eheliche Verbindung mit dem burgundischen Herzogshaus sollte für bessere Verhältnisse mit Frankreich sorgen. Im Februar 1284 heiratete Rudolf im Alter von 66 Jahren die 14-jährige Isabella von Burgund, eine Schwester des Herzogs Robert II. von Burgund, des Schwagers des französischen Königs Philipp III. Seine erste Frau Anna war 1281 gestorben. Durch die Ehe versuchte Rudolf seinen Einfluss im Arelat zu steigern. Robert wurde mit der Grafschaft Vienne belehnt. Trotz verwandtschaftlicher Bindung und Reichsbelehnung konnte Rudolf durch Robert II. seine Gegner, die Grafen von Savoyen, den Pfalzgrafen Otto von Burgund und den Grafen Rainald von Mömpelgard, nicht schwächen. Auch seine Hoffnung auf Anbindung an das französische Haus erfüllte sich nicht. Robert II. stellte sich auf die Seite des französischen Königs Philipp IV., der im Oktober 1285 die Nachfolge seines verstorbenen Vaters übernommen hatte. Philipp IV. dehnte den französischen Einflussbereich im Grenzraum beträchtlich aus und verfolgte auch im Arelat Interessen, wo in der Folgezeit mehrere Gebiete an Frankreich fielen. Dazu zählt der Versuch, die Kontrolle über die Freigrafschaft Burgund zu gewinnen. Im Jahr 1289 erzwang Rudolf durch einen Feldzug die Huldigung Ottos von Burgund, der sich an Frankreich angelehnt hatte. Nach Rudolfs Tod schloss Pfalzgraf Otto jedoch 1295 einen Vertrag mit Philipp IV., der vorsah, dass die Freigrafschaft durch eine Heiratsverbindung und gegen Geldzahlungen in französischen Besitz übergehen soll.

### Vergebliche Bemühungen um die Kaiserkrone und Nachfolge
In Rudolfs 18 Herrschaftsjahren amtierten acht Päpste. Papst Gregor X. hatte Rudolf die Kaiserkrone in Aussicht gestellt, wenn er die Führung eines Kreuzzuges übernehme. Gregors unerwarteter Tod machte die Pläne für eine Kaiserkrönung und das Kreuzzugsunternehmen zunichte. Die folgenden Päpste Innozenz V., Hadrian V. und Johannes XXI. übten ihr Pontifikat nur von Januar 1276 bis Mitte 1277 aus. Papst Nikolaus III. amtierte zwar von 1277 bis August 1280, räumte aber dem Kreuzzugsprojekt keine Priorität ein. Verhandlungen Rudolfs mit dessen Nachfolgern Honorius IV. und Nikolaus IV. blieben ohne Erfolg. Trotz der zahlreichen Personenwechsel konnten immerhin dreimal (1275, 1276 und 1287) konkrete Termine für eine Krönung vereinbart werden. Rudolfs Tochter Clementia wurde 1281 mit Karl Martell verheiratet, dem Sohn Karls II. von Anjou. Diese Eheverbindung zwischen den Häusern Habsburg und Anjou war Teil eines übergreifenden Plans, der seit 1278 maßgeblich von der Kurie vorangetrieben wurde. In diesem Zusammenhang wurde Rudolf die Kaiserkrone in Aussicht gestellt. Aus dem Arelat sollte ein eigenständiges Königreich unter der Herrschaft des Hauses Anjou gebildet werden, die Ansprüche des Reichs auf die Romagna sollten fallen gelassen werden. Außer der Heirat wurde der Plan jedoch nicht verwirklicht. Erst Rudolfs späterer Nachfolger Heinrich VII. sollte 1312 wieder die Kaiserwürde in Rom empfangen.
Rudolfs Streben nach der Kaiserwürde sollte vor allem dazu dienen, seinem Sohn die Nachfolge zu sichern und so eine Dynastie zu gründen. Als Kaiser hätte er einen Mitkönig erheben können. Bei den Ottonen, Saliern und Staufern war dies immer der kaiserliche Sohn gewesen. Zunächst wollte Rudolf seinen Sohn Hartmann zum Nachfolger machen. Hartmann ertrank jedoch im Dezember 1281 im Rhein. In seinen letzten Lebensjahren waren Rudolf nur die Söhne Albrecht und Rudolf verblieben. Rudolf versuchte, seinen gleichnamigen Sohn als Königskandidaten aufzubauen. Seinem Schwiegersohn Wenzel bestätigte er 1289 und erneut 1290 die böhmische Kurstimme. Im Gegenzug stimmte Wenzel am 13. April 1290 auf einem Hoftag in Erfurt der Königsnachfolge von Rudolfs Sohn zu, doch starb dieser am 10. Mai 1290 unerwartet in Prag. Der einzige überlebende Königssohn Albrecht fand auf einem Hoftag in Frankfurt am 20. Mai 1291 keine Zustimmung bei den Kurfürsten, nur Pfalzgraf Ludwig trat für ihn ein. Statt des Habsburgers Albrecht wurde 1292 der mittelrheinische Graf Adolf von Nassau gewählt.

### Tod

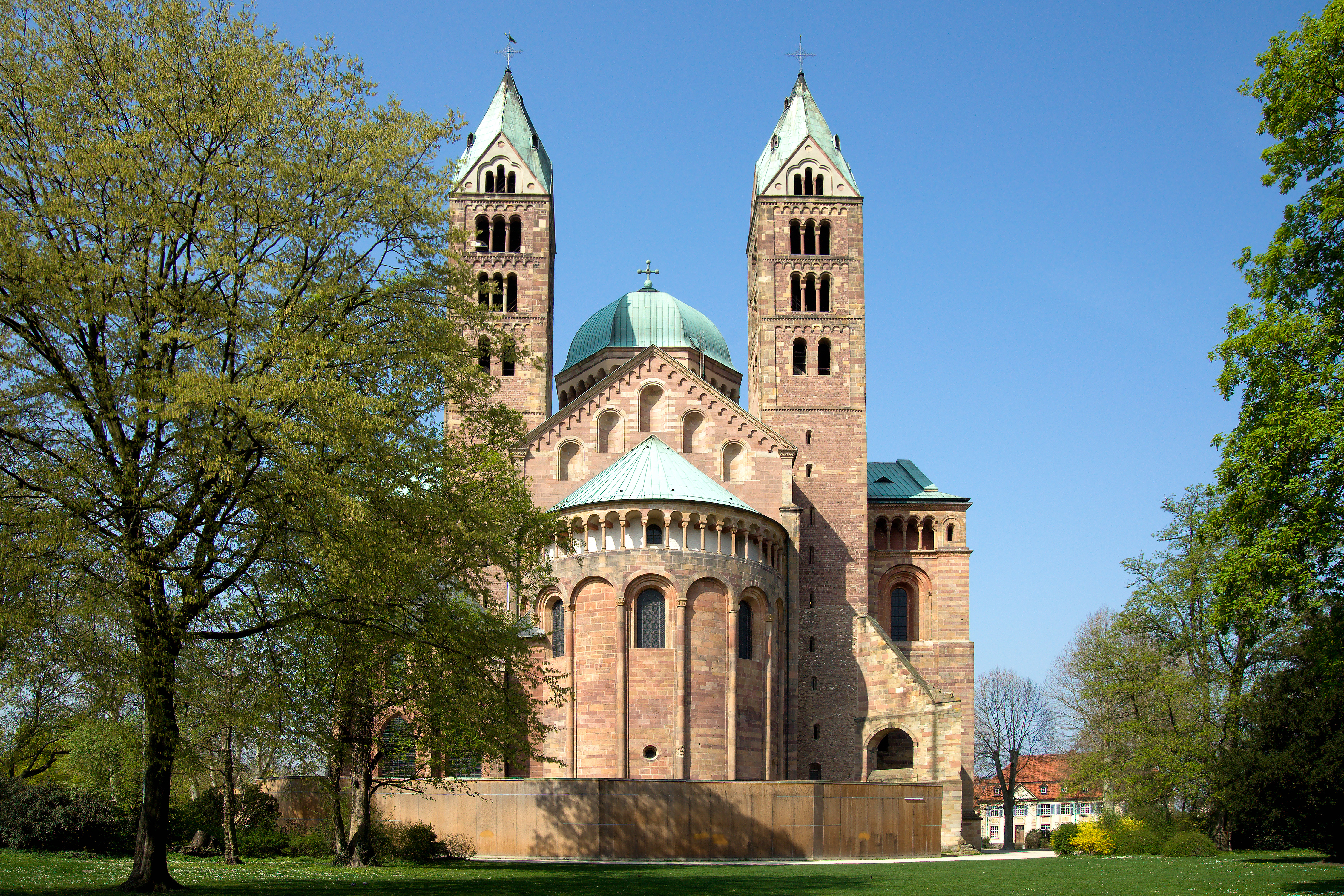
Der Dom zu Speyer ist die Grabstätte Rudolfs von Habsburg

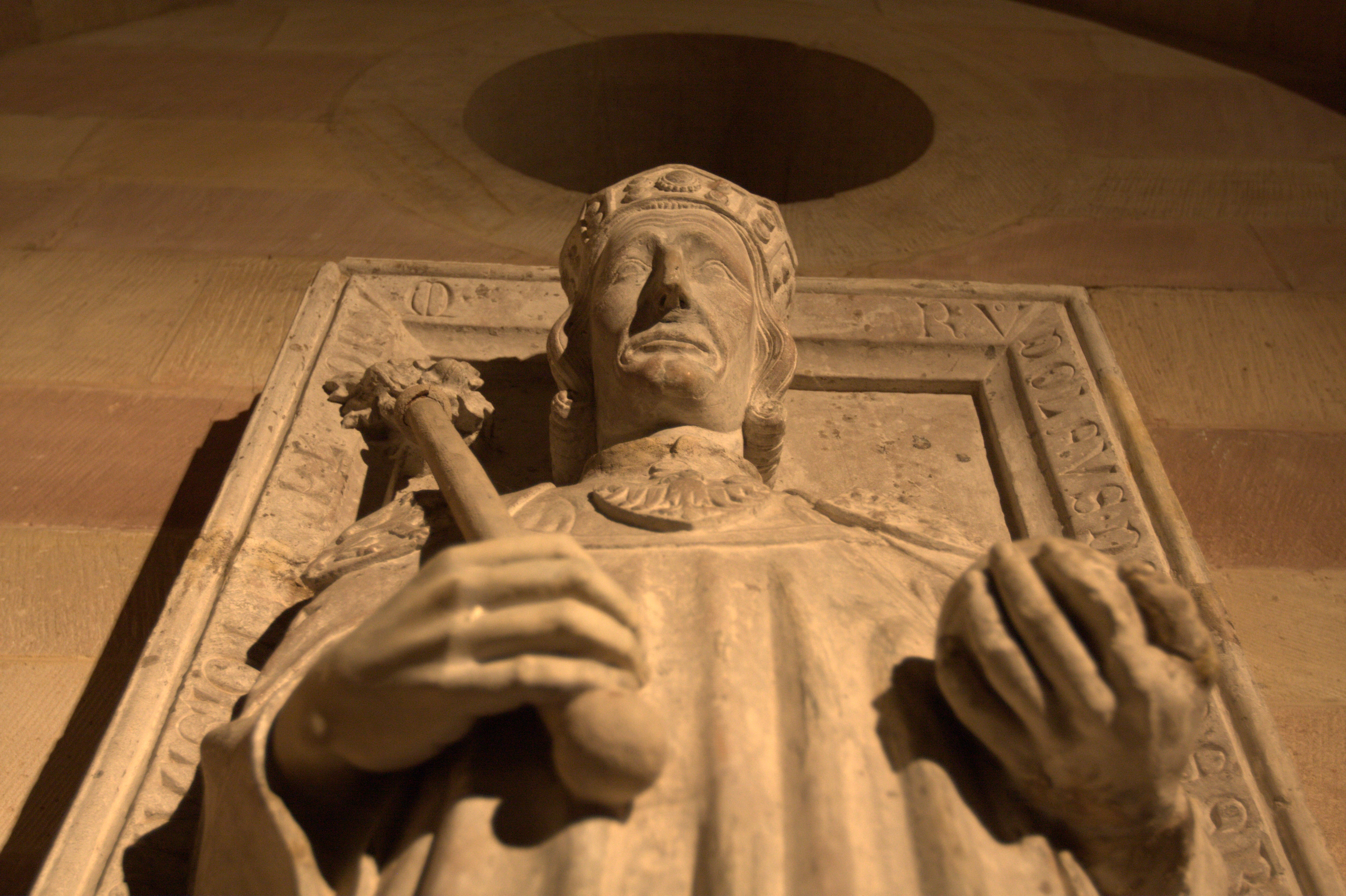
Ausschnitt der Grabplatte Rudolfs von Habsburg

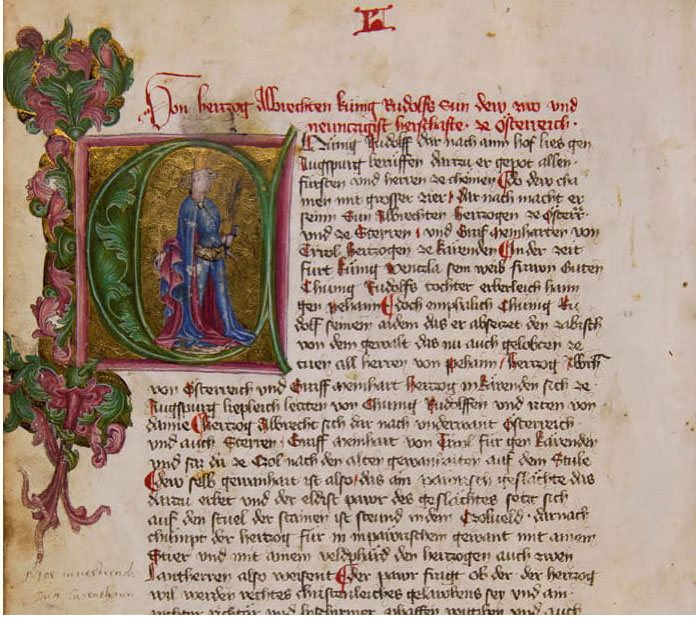
Der Ausschnitt aus der anonym überlieferten Chronik der 95 Herrschaften, die zwischen 1349 und 1394 entstanden ist, zeigt entweder König Rudolf I. von Habsburg oder König Albrecht I. von Habsburg (Innsbruck, Universitäts- und Landesbibliothek Tirol, Cod. 255, fol. 65v.)

Zu Beginn des Sommers 1291 verschlechterte sich Rudolfs gesundheitlicher Zustand erheblich. Kurz vor seinem Tod entschloss sich der dreiundsiebzigjährige König, von Germersheim nach Speyer zu ziehen. Der Kaiserdom in Speyer galt als Gedächtnisort der salisch-staufischen Dynastie und war der bedeutendste Begräbnisort des römisch-deutschen Königtums. Rudolf wollte sich in die salisch-staufische Tradition stellen und den Rang der Habsburger als Königsgeschlecht verdeutlichen. Einen Tag nach seiner Ankunft in Speyer starb er am 15. Juli 1291 wohl an Altersschwäche in Verbindung mit einer Gichterkrankung. Rudolf wurde neben dem staufischen König Philipp von Schwaben im Speyrer Dom bestattet. Die noch erhaltene Grabplatte wurde von einem Künstler zu Lebzeiten des Königs angefertigt. Sie gilt als eine der ersten realistischen Abbildungen eines römisch-deutschen Königs überhaupt.

## Wirkung

### Spätmittelalterliche Urteile
Im Spätmittelalter kam Rudolf für die Habsburger als Dynastie die Rolle als Spitzenahn zu. Den Aufstieg in den Reichsfürstenstand und ihre Königsfähigkeit verdankten die Habsburger Rudolf.
Der Königshof und die habsburgischen Hausmachtzentren in der Nordschweiz und im Elsass betrieben aktiv Herrschaftspropaganda für Rudolf. Noch wichtiger für die Verbreitung seines Ruhmes waren die bürgerlichen Eliten der Stadt Straßburg sowie die süddeutschen Minoriten und Dominikaner. Die Bürger der Stadt Straßburg sahen seit den Kämpfen mit ihrem Bischof (1262) im Habsburger einen Verbündeten. Am Oberrhein verbreiteten die Bettelmönche über Rudolf zahlreiche Anekdoten. Im Sinne der kirchlichen Armutsbewegung wurde er als anspruchsloser, gegenüber Gott und der Kirche demütiger König inszeniert.
Dadurch sind über Rudolf von Habsburg eine Vielzahl zeitgenössischer, teilweise propagandistisch instrumentalisierter Erzählungen und Anekdoten überliefert, denen in der Geschichtswissenschaft vielfach nur geringer Quellenwert beigemessen wurde. Größere Bedeutung hat den Anekdoten Karl-Friedrich Krieger eingeräumt. Nach Krieger kommt man durch sie „der individuellen Persönlichkeit Rudolfs so nahe wie der kaum eines anderen Königs des 13. Jahrhunderts“. Insgesamt konnten 53 Erzählmotive sicher identifiziert werden. Rudolf wird „als gerecht, gewitzt, bisweilen listig, manchmal sogar verwegen, nie jedoch brutal oder tyrannisch“ charakterisiert. So soll er auf einem Feldzug nach Burgund Rüben eigenhändig aus dem Feld gezogen und dann verspeist haben, oder er soll auf einem Feldzug sein zerschlissenes Wams selber geflickt haben. In Erfurt soll er Reklame für das Bier von Siegfried von Bürstädt gemacht haben. Nach Johannes von Winterthur und Johannes von Viktring konnte an Rudolfs langer Adlernase („Habsburgernase“) niemand vorbeigehen. Ein Mann hatte behauptet, dass er wegen der langen Königsnase nicht an ihm vorbeikommen könne. Rudolf habe darauf mit einem Lachen seine Nase zur Seite geschoben. In zahlreichen anderen Erzählungen befand sich der König in Lebensgefahr und wurde durch treue Gefolgsleute gerettet.
Die zeitgenössischen Darstellungen und die mittelalterliche Geschichtsschreibung beschrieben Rudolf als humorvoll und volkstümlich. Sein Porträt auf der Grabplatte wurde von Zeitgenossen des ausgehenden 13. Jahrhunderts wegen seiner Wirklichkeitsnähe gerühmt. Die Grabplatte zeigt nach Martin Büchsel nicht das Charakterbild eines mürrischen und resignierten Herrschers, sondern das neue Königsbild nach Ende des Interregnums. Die Grabfigur war über Jahrhunderte verschollen und wurde beschädigt. Ihre Restaurierung im 19. Jahrhundert ist problematisch, da sie von dem Gemälde der Grabplatte abweicht, das Hans Knoderer im Auftrag Maximilians I. schuf. Jetzt befindet sie sich in der Vorkrypta des Speyerer Domes.

### Moderne

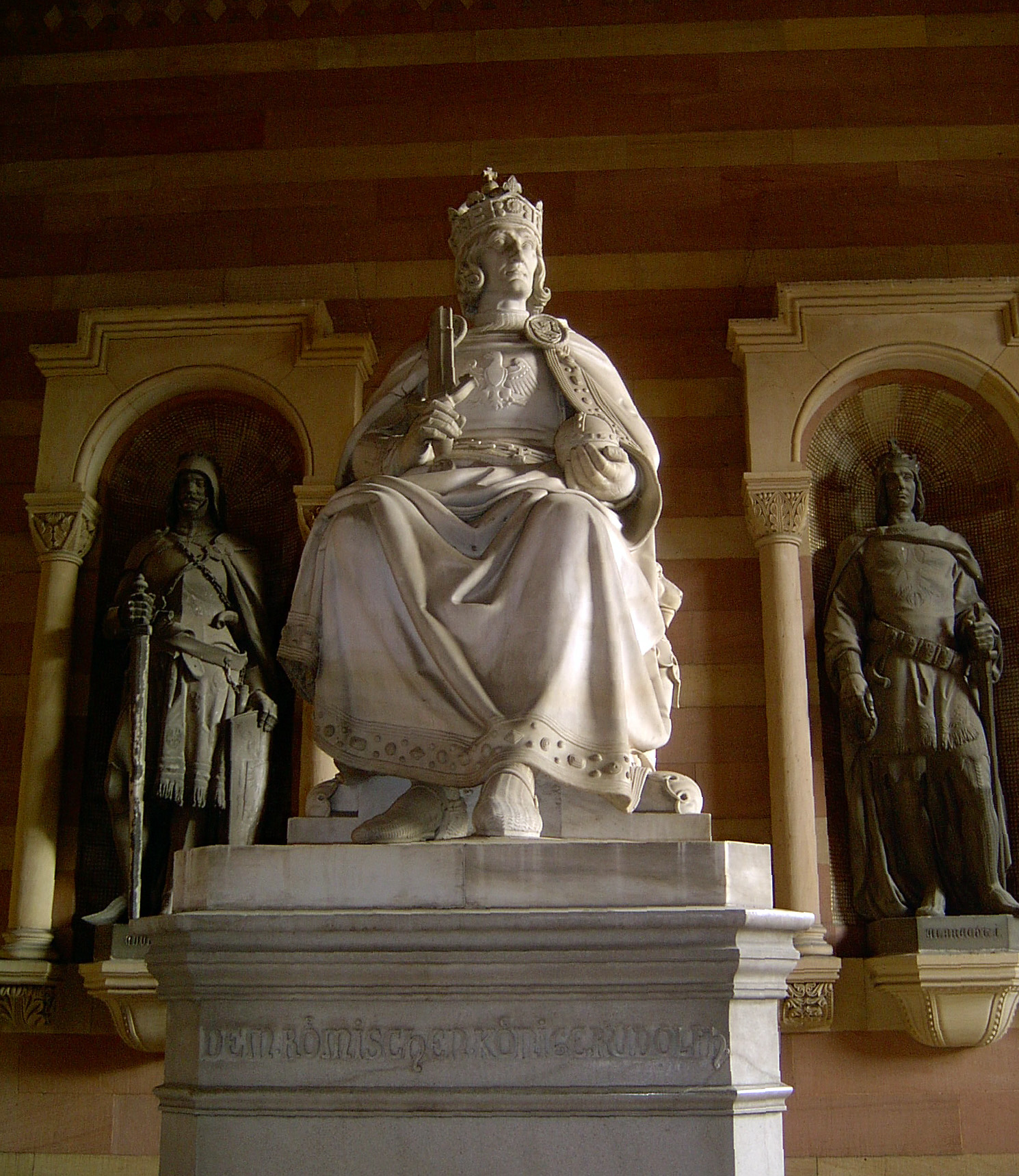
Das von Ludwig Schwanthaler im Auftrag des Königs Ludwig I. von Bayern 1843 geschaffene Grabmal Rudolfs in der Westvorhalle des Speyerer Doms

Im 18. Jahrhundert und vor allem im Vormärz und der Biedermeierzeit des 19. Jahrhunderts entstand eine Vielzahl an Dichtungen, Dramen und Sagen über Rudolf von Habsburg. Nicht zuletzt als erster Habsburger, der zum römisch-deutschen König gewählt wurde, war Rudolf ein beliebter Stoff. Durch ihre dynastisch-habsburgische Sichtweise verherrlichten die deutschsprachigen Dramen vielfach Rudolf von Habsburg (Friedrich August Clemens Werthes: Rudolph von Habsburg 1785; Anton von Klein: Rudolf von Habsburg 1787; Anton Popper: Rudolf von Habsburg 1804). In der Dichtung wurden für die Charakterisierung des Habsburgers vielfach die Tugenden der Demut und Frömmigkeit hervorgehoben. Friedrich Schiller thematisierte 1803 in seinem Gedicht Der Graf von Habsburg „die kaiserlose, die schreckliche Zeit“, die mit Rudolfs Wahl endete. Als Schiller sein Gedicht im April beendete, war das Heilige Römische Reich durch den Reichsdeputationshauptschluss nur noch eine historische Größe. Die Bearbeitungen August von Kotzebues (Rudolph von Habsburg und König Ottokar von Böhmen 1815) und Christian Ludwig Schönes (Rudolf von Habsburg 1816) versuchten durch die Herausstellung der negativen Seiten des böhmischen Königs den Habsburger dramatisch zu überhöhen. In seinem Schauspiel König Ottokars Glück und Ende (1825) brachte Franz Grillparzer den Konflikt Rudolfs mit dem böhmischen König auf die Bühne. Rudolf tritt als vom Kreuzzug heimgekehrter Friedensbringer im Soldatenrock auf. Das Schicksal Ottokars parallelisierte Grillparzer dabei mit dem von Napoleon Bonaparte.
König Ludwig I. von Bayern ließ 1843 im Speyerer Dom von Ludwig Schwanthaler ein Grabmal errichten. In Wien schuf 1912 Arthur Strasser eine Rudolf-Statue. Bei Germersheim wurde am 18. Oktober 2008 die dort seit 1971 fertiggestellte vierspurige Rheinbrücke in Rudolf-von-Habsburg-Brücke benannt.

### Forschungsgeschichte
Die Historiker in Deutschland suchten im 19. Jahrhundert nach den Gründen für die verspätete Entstehung des deutschen Nationalstaats. Die Epoche der deutschen Kaiserzeit von 900 bis 1250 wurde als Goldenes Zeitalter beschrieben, denn das deutsche Kaiserreich der Ottonen, Salier und Staufer hatte die Vorrangstellung in Europa inne und übertraf die anderen Reiche an Größe, Glanz und Macht. Die mittelalterliche Geschichte betrachteten die Historiker unter der Perspektive der Königsmacht. Herrscher wurden danach bemessen, ob sie eine Machtsteigerung erreichten oder zumindest einen Machtverfall gegenüber Fürsten und Papsttum verhinderten. In diesem Geschichtsbild galt der Staufer Friedrich II. als letzter Vertreter der deutschen Kaiserherrlichkeit. Mit seinem Tod lässt die Mediävistik das Spätmittelalter beginnen, das als Zerfallsepoche und als finstere Zeit der Machtlosigkeit galt. Spätmittelalterliche Könige wie Rudolf von Habsburg oder Karl IV., die den Verfall der Reichsgewalt beenden wollten, seien an der Wahlmonarchie gescheitert, in der sich der Herrscher die Unterstützung der Kurfürsten mit zahlreichen Zugeständnissen erkaufen musste. Fürsten und Päpste galten als Vertreter des Eigennutzes, die sich der kraftvollen Einheit des Reiches widersetzten. Dieses Geschichtsbild durchzog die wissenschaftlichen Arbeiten bis in die zweite Hälfte des 20. Jahrhunderts. Seit den 1970er Jahren ist das Spätmittelalter durch die Forschungen von Ernst Schubert, František Graus und Peter Moraw verstärkt in den Blickpunkt gerückt. Seither wird Königsherrschaft nicht mehr unter dem Gesichtspunkt eines unüberbrückbaren Gegensatzes zwischen König und Fürsten gesehen, sondern es wird betont, dass das Zusammenwirken von König und Fürsten „zum selbstverständlich praktizierten konsensualen Entscheidungsgefüge“ gehörte.
Oswald Redlich legte 1903 eine monumentale, großdeutsch-katholisch orientierte Biographie Rudolfs von Habsburg vor. Das 800 Seiten starke Werk gilt durch die umfassende Quellenauswertung bis heute in der Fachwelt als unersetzt. Redlich sah „Rudolfs Bedeutung und sein Verdienst um Deutschland“ darin, „daß er mit klarem Blick den Untergang des alten Kaisertums erkannte, daß er in mutiger Entschlossenheit alle jene staufischen Ansprüche fallen ließ, daß er das neue Königtum und Kaisertum wesentlich auf deutschen Boden beschränken wollte“. Redlichs umfassende Darstellung könnte ein Grund dafür sein, dass danach die Regierungszeit Rudolfs von Habsburg in der Geschichtswissenschaft nur noch auf wenig Interesse gestoßen ist.
Peter Moraw hat in seiner 1989 veröffentlichten Darstellung Von offener Verfassung zu gestalteter Verdichtung die Zeit von Rudolfs Herrschaft bis zu der Heinrichs VII. als das Zeitalter der „kleinen Könige“ bezeichnet. Im Vergleich zu den anderen europäischen Königreichen seien die strukturellen Grundlagen des römisch-deutschen Königtums schlechter gewesen. Anlässlich des 700. Todestages wurde im November 1991 in Passau eine Tagung abgehalten. Franz-Reiner Erkens beurteilte den habsburgischen Herrscher insgesamt als „Pragmatiker konservativen Zuschnitts“ und zeigte, wie sehr die staufische Tradition auch nach dem Interregnum gewirkt hat. Innovative Ansätze sah Erkens in der Reorganisation des Reichsburgensystems, im städtischen Steuerwesen und in der dynastischen Hausmachtpolitik. Auf der Passauer Tagung hat Moraw seine These von den „kleinen Königen“ hinsichtlich Rudolfs näher ausgeführt. Sie fand in der Geschichtswissenschaft sowohl Kritik als auch Zustimmung. Hundert Jahre nach Redlichs Werk hat Karl-Friedrich Krieger 2003 eine neue Biographie vorgelegt. Krieger machte bei Rudolf eine „pragmatische Haltung“ aus, die ihm die Möglichkeit gegeben habe, „Zeichen für die Zukunft zu setzen“. Demnach war es Rudolfs Verdienst, „die im Interregnum schon weitgehend aufgegebene königliche Friedensgewalt wieder grundsätzlich aktiviert und […] zu neuerlicher Geltung gebracht zu haben“. Im Gegensatz zu Moraws Auffassung war für Krieger der erste König aus dem Geschlecht der Habsburger „aufgrund seiner Fähigkeiten und Tatkraft kein ‚kleiner‘, sondern ein bedeutender König“, „der den Vergleich weder mit anderen zeitgenössischen Herrschern noch mit seinen spätmittelalterlichen Nachfolgern im Reich scheuen muß“.
Zur 800. Wiederkehr seines Geburtsjahres veranstaltete die Europäische Stiftung Kaiserdom zu Speyer im April 2018 unter der Leitung von Bernd Schneidmüller und Stefan Weinfurter ein wissenschaftliches Symposium zu „König Rudolf I. und der Aufstieg des Hauses Habsburg im Mittelalter“. Die Beiträge der Tagung wurden 2019 von Schneidmüller herausgegeben. Das Symposium bildet den Auftakt der Beschäftigung mit dem Thema, das 2023 zu einer Sonderausstellung im Historischen Museum Speyer zu den Habsburgern im Mittelalter führen wird.